# 長嶋茂雄
- 長嶋茂雄
- 長島茂雄

長嶋 茂雄（ながしま しげお、1936年〈昭和11年〉2月20日 - 2025年〈令和7年〉6月3日）は、千葉県印旛郡臼井町（現：佐倉市臼井）出身のプロ野球選手（内野手、右投右打）・監督。読売ジャイアンツ終身名誉監督、株式会社読売巨人軍専務取締役、日本プロ野球名球会顧問、ジャイアンツアカデミー名誉校長。位階は従三位。

## 概要

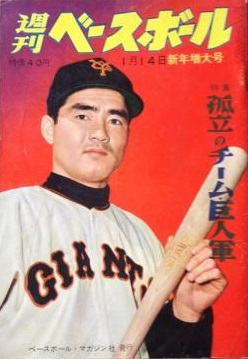
『週刊ベースボール』1959年1月14日号の表紙を飾る

愛称は「ミスタープロ野球」「ミスタージャイアンツ」「ミスター」「チョーさん」「燃える男」他。血液型はB型。その圧倒的な人気と知名度のため生前は国民的スターと称されることも多かった。
同時代に活躍した王貞治とはともに「ON砲」として称され、2人のバッティングは巨人のV9に貢献した。日本のプロ野球において400本塁打・2000安打の同時達成は大卒では史上初である。最多安打をNPB最多記録となる10回獲得し、首位打者をセ・リーグ最多記録となる6回獲得した。
巨人軍4番出場試合数2位（川上哲治に次ぐ）。
2001年から株式会社よみうり（現：株式会社読売巨人軍）専務取締役終身名誉監督。
2013年に国民栄誉賞を受賞、2021年にプロ野球界初となる文化勲章を受章した。
2025年6月3日午前6時39分、東京都内の病院で肺炎により死去。

## 氏名
苗字の表記には「長嶋」と「長島」の2種類があり（嶋は島の異体字）、どちらも時期によって本名として正式に使用されていた。
出生時の戸籍上の表記は「長嶋」で、プロ入り前はそれに従って「長嶋」と表記するメディアと当用漢字に置き換えて「長島」と表記するメディアが混在していた。しかし、1958年のプロ入りの際に記者クラブと本人の合意により、報道の際は表記の簡単な「長島」で統一することに決まった。本人も、入団当初は「長嶋」を使用していたが、その後は現役中一貫して「長島」をサインに使用するようになった。また、『巨人の星』や『ドカベン』などの創作物でも長島表記が使用されていた。
一方、球団側の担当者によれば、現役時代の球団の公式名簿では1964年から1965年までのみ新聞社の要望により「長島」表記を使用していたが、その他の年度は「長嶋」表記にしていたという。実際に、球場のスコアボードでは「長島」だけでなく「長嶋」を使用したこともあり、引退試合の後楽園球場でも「長嶋」表記だった。
引退後、1992年に二度目の監督就任が決まった際に、本人の要望により、報道でも「長嶋」表記が採用されることになった。しかし、1999年にゲン担ぎのために現役時代に広く知られていた「長島」に改名しており、読売新聞社によれば、その時点で戸籍上の本名が「長島」になっているという。このため、2021年に文化勲章を受章した際には、文部科学省大臣官房人事課の発表で本名「長島」と表記され、芸名などとして「長嶋」が併記されていた。なお、文化勲章受章時及び没後の従三位追叙に際しての官報での表記に当たっては「長島 茂雄」として告示されている。
以下、本記事では便宜上「長嶋」表記に統一して解説する。

## 経歴

### 生い立ち
1936年2月20日、千葉県印旛郡臼井町（現：佐倉市臼井）に生まれた。印旛沼の近くで育った。父は「利（とし）」、母は「チヨ」。兄1人・姉2人の4人兄弟の末っ子である。生家は農家だったが、土地は貸し出し、父は臼井町の収入役や助役をしていた。父は在所の世話役だけに短気ではなく、母は意志が強いしっかり者だった。
幼少時代、東急フライヤーズの青バットこと大下弘や大阪タイガースの藤村富美男のプレーを見て野球選手を志すようになる。藤村の代名詞だった"物干し竿"と呼ばれた長尺バットのスイングを真似た。自分の部屋に藤村の写真をベタベタ貼り付けていたといわれる。掛布雅之は長嶋から「藤村さんのプロらしい派手なプレーに憧れていた」という話を聞いたことがあるという。藤村への憧れから、当時の関東在住者としては珍しく、幼少期は阪神ファンだった。小学4年生から兄の影響で野球を始めたが、当時は終戦間もなくということもあって道具があまり揃えられず、母親にビー玉と堅い布でボールを作ってもらっていたという。また、グラブも母親の手縫いのもので、初めて握ったバットは青竹を割った手製のものであった。
小学校は臼井町立臼井小学校（現：佐倉市立臼井小学校）に入学。小学校6年生の時に兄が所属していた地元の青年野球団のハヤテ・クラブに入団した。兄の下で遊撃手として育てられた。

### 中学時代
中学は臼井二町組合立中学校（現：佐倉市立佐倉中学校）に入学し、長嶋は野球部に入部した。
中学3年間は同じ担任の先生であり、卒業時にはタンスをプレゼントされたほど生徒から慕われていたが、一人の生徒が選手のブロマイドを持ってきたことが発端となって激怒したことがある。以前生徒へのアンケートで将来の希望を書かせたらほとんどが「プロ野球選手」と書かれているのを見て、あまりに野球に熱中する姿に「もっと将来を現実的に考えろ」と生徒全員を机の上に正座させた。後年になってその先生は、「長嶋がプロ野球の大スターになるとは思わなかった。子供の夢を頭ごなしに否定してはならない」と反省したという。

### 高校時代
1951年4月、県内トップの進学校で甲子園出場経験もある千葉県立千葉高等学校の入学も考えたが、地元の名門千葉県立佐倉第一高等学校（現・千葉県立佐倉高等学校）に進学する。自宅から学校へは京成電鉄京成本線京成臼井駅（当時の自宅の最寄駅） - 京成佐倉駅（高校の最寄駅）間を利用して通学していた。
2年生から4番打者を担う。高校時代はほぼ無名だったが、高校3年夏の南関東大会千葉県予選準決勝で銚子商に敗れるも千葉県上位4校（銚子商、千葉商、佐倉一、千葉一）の1校として南関東大会に出場を果たす。南関東大会準々決勝、熊谷高校との試合（1953年8月1日大宮球場）で、遊撃手の長嶋は試合前に負傷していた三塁手・鈴木英美に代わって三塁手を務めた。遊撃手で度重なるエラーをしていたことからのコンバートであり、以降、三塁手として定着。同試合には敗れたものの、6回表に福島郁夫投手から高校公式試合で自身唯一の本塁打を放った。このバックスクリーン下の芝生への鋭いライナー性の本塁打を、当時の新聞は飛距離を350フィート（約107メートル）と推定した。
この特大の本塁打により長嶋は野球関係者から大いに注目を集めることとなった。この本塁打を見ていた1人に朝日新聞記者・久保田高行がいた。久保田からその話をきいた報知新聞記者・田中茂光が、内野手のスカウトにあたっていた富士製鉄室蘭野球部マネージャー・小野秀夫に話をした。小野は長嶋に富士製鉄室蘭への入社を勧めるも、長嶋の父親は進学を希望し、さらに上司から北海道からの新人が内定したとの連絡を受けたため、断念。小野はかわりに、自らの出身校・水戸商高の先輩にあたる砂押邦信が監督を務める立教大学への進学を勧めた。砂押の教育方針に感銘を受けた長嶋の父親は、読売ジャイアンツからのプロ入りのオファーも長嶋に知らせない上で、進学を理由に勝手に断っている。プロ入り志望の長嶋は激怒したという。
同年11月下旬、静岡の伊東スタジアムで行われた立教大学野球部推薦入学のセレクションが行われた。フェンス直撃を含む3本の安打を打ち（杉浦忠からも安打）、参加者80人中20人が甲子園出場組という中で推薦順位2位で合格し（1位は本屋敷錦吾、3位は杉浦）、砂押にも認められた。

### 大学時代

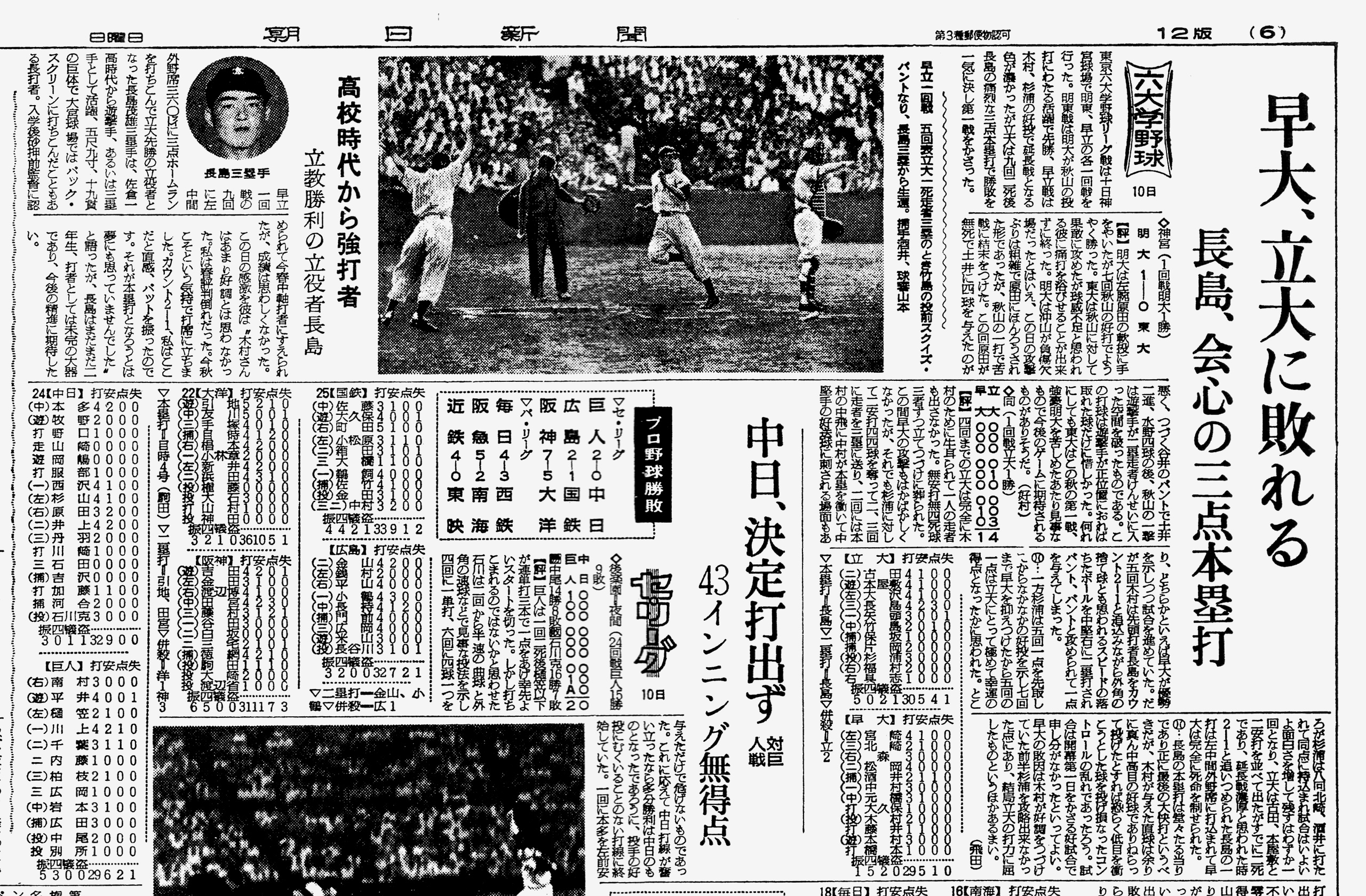
東京六大学野球での長嶋の活躍を報じる『朝日新聞』1955年9月11日付朝刊

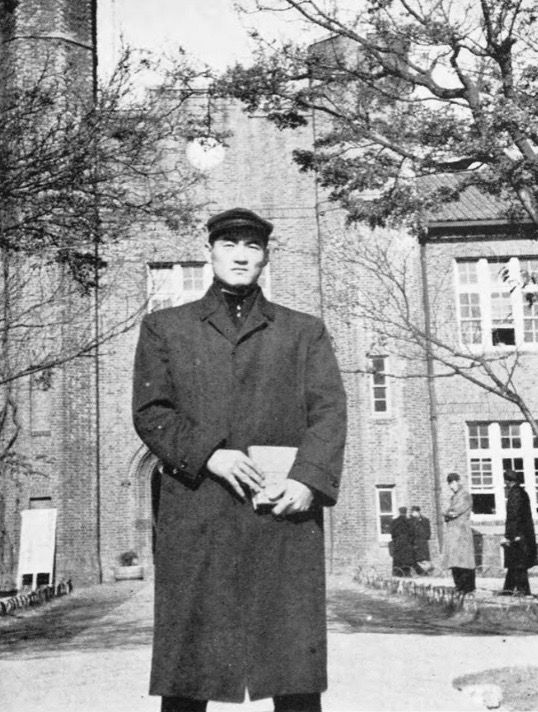
大学3年生の長嶋。大学本館前にて。

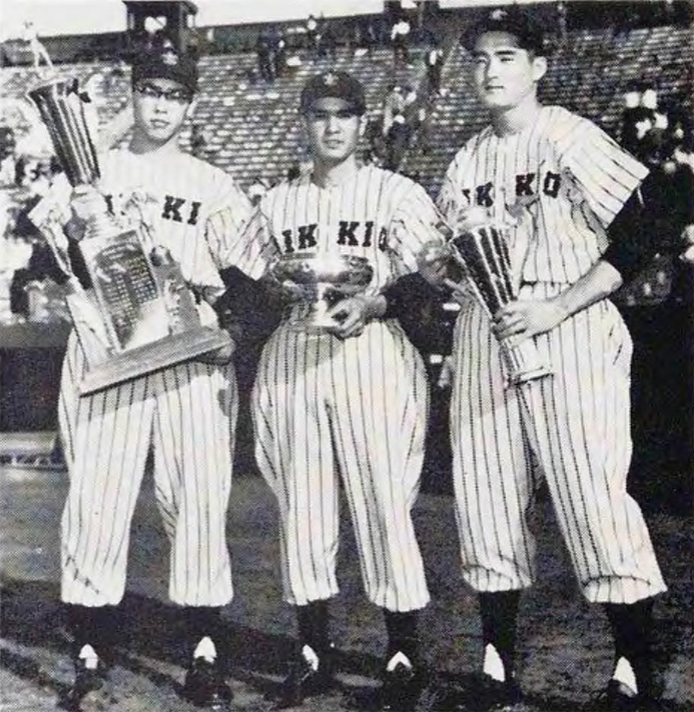
1957年春の六大学大会で優勝。左から杉浦忠、本屋敷錦吾、長嶋。

1954年、立教大学経済学部経営学科に進学。しかし同年6月に父親が急逝する。長嶋家は一家の大黒柱を失い困窮したが、当時の印旛地区では印旛地区内や印旛地区外から千葉・東京方面に野菜を販売する行商の数が盛んだったこともあり、母親が京成本線や京成千葉線を利用して千葉や東京に出向いて野菜売りの行商をするなどして生計を支えた。
野球部では砂押監督に目をかけられ、ジョー・ディマジオやヨギ・ベラなどのプレイを参考にしたメジャー流の練習や、砂押の自宅に呼んでの練習など「特別扱いの猛練習」を重ね、正三塁手となる。翌1955年に先輩の大沢昌芳（大沢啓二）らが砂押排斥運動を起こす。このような野球部の環境に嫌気が差し、1955年（当時・大学2年生）ごろには同期の杉浦忠（南海ホークス）と共に野球部の合宿所を抜け出し、杉浦の地元・愛知県に本拠地を置く中日ドラゴンズの球団事務所を訪問。その上で「軍隊のような立教野球部が嫌になったので、大学を中退して中日で野球をやり、金を稼ぎたい。契約金はいらない」と申し出たが、応対した中日の球団代表から申し出を拒否された。
砂押の退任後、長嶋は辻猛の下で同期の杉浦忠投手、主将を務めた本屋敷錦吾内野手（阪急ブレーブス、阪神）と共に「立教三羽烏」と呼ばれ、東京六大学野球において、1956年の春季リーグ戦と1957年の秋季リーグ戦で首位打者を獲得する活躍を見せた。また1955年秋季から1957年秋季まで、5シーズン連続でリーグベストナイン（三塁手）に選ばれる。1957年には六大学リーグの通算新記録となる8本塁打を放った。1955年には第2回アジア野球選手権大会日本代表（東京六大学野球リーグ選抜チーム）に選出された。リーグ通算96試合に出場し、打率.286（304打数87安打）、8本塁打、39打点、22盗塁。打撃に加えて守備や俊足も野球関係者から高い評価を受け、石井連藏は大学時代の長嶋の守備について「早稲田も頑張って、ずいぶん三遊間にヒット性の打球を打ちましたが、ほとんど長嶋に捕られましたね。彼の守備範囲は普通の人の二倍くらいあったんじゃないでしょうか。しかも守備範囲が荒れていない」と評している。
高校時代から社会人野球に進むと思われていた。だがさまざまな球団が長嶋との接触を図っていた が、本命は南海ホークスとされていた。
そんな中、読売ジャイアンツ（巨人）が長嶋の家族に接触して説き伏せる作戦に出ていて、母親から「せめて在京の球団に」と懇願されたのが決め手 になり、長嶋は南海から一転、巨人への入団を決め、11月20日に契約した。背番号は千葉茂（前年引退）のつけていた「3」に決まった。当初、川上哲治から「15」を勧められたが辞退している。川上が勧めた理由は、「14」は沢村栄治、「16」は川上であるから、長嶋が「15」を付ければ「14」「15」「16」と3つ連続で永久欠番になるだろうと言う思いからだった。長嶋が辞退した理由は「恐れ多い」とも「一桁がよかった」からだとも言われている。
入団が決まった直後に川上の自宅近くに下宿したといい、川上の長男が言うには実際に川上と一緒にいることが多かったという。
契約金は当時最高額の1800万円（南海は2000万円を提示していた）、年俸は200万円。
後に大沢が語ったところによると、先に南海に入団していた大学の先輩でもある大沢と二人きりで話をし「どうしても巨人に行きたいんです」と大沢に頭を下げたという。大沢は「このことがなかったら、今の長嶋茂雄は無かっただろう」と語っている。しかし、この件もあってその後も大沢には頭が上がらなかったという。
長嶋の獲得に尽力していた当時南海の監督であった鶴岡一人には、オープン戦の時に南海行きを断ったことを謝罪した。この時、鶴岡は「関東の男の子が関東のチームに入るのは、一番ええ」と笑って答えたという。

### 現役時代
1958年

ルーキーイヤーのこの年、オープン戦で7本の本塁打を放つなど、活躍の期待が高まるなかで開幕戦を迎えた。4月5日、対国鉄スワローズ戦に、3番サードで先発出場してデビュー。国鉄のエース金田正一に4打席連続三振を喫し、そのすべてが渾身のフルスイングによる三振であったことが伝説的に語り継がれている。また、翌日の試合でもリリーフ登板した金田に三振を喫している。オープン戦の最中、ある解説者が長嶋を褒め称え「金田など打ち崩して当然」といった趣旨の発言をしていたのを偶然耳にした金田は激昂、この日の登板のために特訓を重ね、肩のピークがちょうど来るようにしたという。しかし、その後は長嶋も金田を打つようになり、翌年の開幕戦では本塁打を放っている。長嶋の最終的な対金田通算対戦成績は、打率.313、18本塁打。
デビュー2日後の4月7日、国鉄戦で三林清二から初安打、4月10日の対大洋ホエールズ戦で権藤正利から初本塁打を放ち、8月6日の対広島戦から、巨人の中心打者であった川上哲治に代わる4番打者となり、チームのリーグ優勝に貢献した。
9月19日に行なわれた対広島戦（後楽園）では、鵜狩道夫から新人記録となる28号本塁打を放ったが、一塁ベースを踏み忘れて、本塁打を取り消された（記録はピッチャーゴロ）。もしこのベースの踏み忘れがなければ、新人としても巨人の選手としても、唯一のトリプルスリー（打率3割・本塁打30本・30盗塁）の記録を達成していた。長嶋は翌9月20日の対大阪戦で28号を打ち直し、新人本塁打プロ野球新記録を達成するも、翌年に桑田武が31本塁打を記録し、あっけなく破られる。
最終打撃成績は、29本塁打・92打点を記録し、本塁打王と打点王の二冠を獲得。打率は、大阪タイガースの田宮謙次郎と首位打者争いをしたが、田宮がシーズン終盤に欠場して以降、全試合出場を続ける長嶋は打率を下げ、最終的にはリーグ2位の.305に終わった。しかし長嶋は最多安打を記録、盗塁もリーグ2位の37と活躍し、新人王に選ばれた。また、二塁打（34）もリーグ最多であったが、三塁打は田宮謙次郎に1本及ばず8本に終わり、「二塁打・三塁打・本塁打のすべてでリーグ最多」という大記録を逃した（その後も達成者はなし）。
新人記録では、1956年の佐々木信也（高橋ユニオンズ）以来2人目の全イニング出場（セ・リーグでは史上初。その後も1961年の徳武定之（国鉄スワローズ）、2017年の源田壮亮（埼玉西武ライオンズ）のみ）。また、新人の89得点は戸倉勝城の90得点に次ぐ歴代2位で、新人のセ・リーグ記録。そのほかにも新人選手として34二塁打は歴代1位、290塁打は歴代1位、153安打はセ・リーグ記録（※2019年に阪神タイガースの近本光司に破られるまで）、92打点はセ・リーグ記録であり、打率・本塁打・盗塁もそれぞれ新人歴代5位以内に入っている。シーズン猛打賞14回も新人記録である。新人で打撃二冠王は1950年以降のNPBでは史上唯一。
1959年

6月25日、後楽園球場で行われた天覧試合（対阪神戦）では、4対4で迎えた9回裏、先頭打者の長嶋が阪神の二番手、村山実からサヨナラ本塁打を放つ。この試合を機にプロ野球人気が大学野球のそれを上回るようになったとされ、また、長嶋の勝負強さが日本中に知れ渡るようになった。なお、同試合では当時ルーキーであった王貞治も本塁打を打っており、106回あったONアベック本塁打の第1号になった。
2年目となった同年シーズンは、シーズン途中まで、パ・リーグの葛城とともに3冠ペースだったが、終盤に本塁打と打点が伸びなかった。2位・飯田徳治の.296を大きく引き離す打率.334を記録し、自身初の首位打者を獲得。本塁打はリーグ3位の27本塁打、打点はリーグ4位の82打点を記録した。
1960年
引退した1974年を除くと自己最少の16本塁打、64打点ながら打率.334で2年連続の首位打者を獲り、4番打者ながらリーグ2位の31盗塁を記録。
1961年
打率.353で2位・近藤和彦の.316に大差をつけて3年連続となる首位打者、初のセ・リーグMVPを獲得し、28本塁打で本塁打王も獲得。打点はリーグ2位の86打点で、打点王の桑田武には8打点及ばなかった。同年の35敬遠は当時の日本記録。
1962年
打率.288でリーグ5位（首位打者は森永勝治の.307）に終わるが、本塁打と打点はそれぞれリーグ2位、盗塁はリーグ3位を記録する。同年から、長嶋と王貞治（本塁打王と打点王のタイトルを獲得）が巨人の中軸打者（多くは3番王・4番長嶋、両者のコンディションの違いにより打順入れ替えがあった）として永らく活躍するようになり、MM砲（ニューヨーク・ヤンキースにおけるミッキー・マントルとロジャー・マリス）になぞらえてON砲との呼称が定着した。
1963年

打率.341・37本塁打・112打点で首位打者と打点王を獲得。本塁打は王の40本塁打に次ぐリーグ2位で、王の打点も長嶋に次ぐリーグ2位だった。2年ぶりのリーグ優勝、日本一に大きく貢献し、2度目のセ・リーグMVPを受賞。
1964年
リーグ3位タイの31本塁打を残し、打率と打点はリーグ4位を記録。
1965年
王の104打点に次ぐリーグ2位の80打点を残すなど活躍した。同年から巨人のV9が始まる。
1966年
打率.344で5度目の首位打者を獲得。26本塁打・105打点はそれぞれ王に次ぐリーグ2位だった。3度目のセ・リーグMVPを受賞。秋には、日米野球で来日したドジャースのオマリー会長が「長嶋を譲って欲しい。2年間でいい」と正力松太郎社主に打診したが、「長嶋がいなくなると、日本の野球は10年おくれる」と断ったため、メジャー移籍は実現しなかった。
1967年
入団以来初めて打率ベストテンから漏れるなど、不調に終わった。特に5月27日の中日戦では9回の巨人が3点を追う場面でONアベック砲を期待されていたところを監督の川上に代打を告げられて交代させられるなどの不遇もあった。
1968年
9月18日の阪神とのダブルヘッダーの第2試合。巨人が序盤からリードし、5対0となった4回表の場面、3番の王に対して、阪神のジーン・バッキーが2球続けて死球寸前のボールを投げてきた。王はマウンドに数歩歩み寄って抗議の姿勢を示したが、バッキーの指の滑りなどの身振りで納得しバッターボックスに帰ろうとした。そしてバッキーもマウンドに戻りロージンを拾おうと屈んだところに、三塁コーチャーボックスにいた荒川博が背後からバッキーに飛びケリを喰らわせ、同時に乱入してきていた巨人の選手がバッキー投手に襲い掛かった。バッキーを孤軍で守っていたのは捕手の辻佳紀で、遅れて阪神ベンチからも選手、コーチ陣が飛び出し両軍は乱闘となる。この乱闘でバッキーと巨人の荒川博打撃コーチが退場となった。また、明らかに意図をもってバッキー投手に襲い掛かった荒川は後日傷害罪で起訴されている。バッキー投手はこの乱闘で右手指を骨折し、このシーズンを欠場するだけでなく、最終的に引退に追い込まれた。そしてバッキーに代わって権藤正利が登板したが、王の後頭部を直撃する死球をぶつけてしまう。

その直後、次打席の長嶋は、権藤の投じたカーブを打ち返し、35号の3ランを打った。さらに8回にも2ランを放ち、試合に決着をつけた。

同年のシーズンは王と激しい打撃競争を繰り広げた長嶋であったが、結果として王に次ぐリーグ2位の打率.318、王とデーヴ・ロバーツに次ぐリーグ3位の39本塁打を残し、リーグ最多の125打点を記録して打点王となった。39本塁打は2019年に坂本勇人に抜かれるまで、巨人の生え抜き日本人右打者の1シーズン最多記録であった。4度目のセ・リーグMVPを受賞。
1969年
王とロバーツに次ぐリーグ3位の打率.311、リーグ4位の32本塁打を残し、115打点で打点王を獲得。球界最高の年俸4560万円で契約更改した。
1970年
打率でリーグ10位と低迷するが、一方でリーグ5位タイの22本塁打を残し、リーグ最多の105打点を記録して3年連続の打点王となった。
1971年
1月20日、巨人軍13代目のキャプテンに就任。5月25日の対ヤクルトスワローズ戦にて、浅野啓司から史上5人目となる通算2000本安打を達成。1708試合での到達は、川上哲治に次いで歴代2位のスピード記録であり、右打者では歴代最速記録である。また、大学卒でプロ入りしたプロ野球選手では初の達成者となった。同年シーズンは2位の衣笠祥雄の.285を大きく引き離す打率.320を残し、6度目の首位打者となった。35歳での首位打者獲得は、当時川上哲治と並ぶNPB最年長記録だった（誕生日の関係で厳密には長嶋の方が上回る。1979年に大洋のフェリックス・ミヤーンが更新）。34本塁打、86打点はそれぞれ王に次ぐリーグ2位だった。シーズンオフの12月27日に翌シーズンからコーチを兼任することが発表された。5度目のセ・リーグMVPを受賞。
1972年
内野手兼打撃コーチとして迎えたシーズン、リーグ3位の92打点、リーグ4位の27本塁打を放った一方、打率はベストテンから漏れた。
1973年
打率.269、20本塁打、76打点と成績が下降した。力の衰えた長嶋は既に4番の座を王に譲っていたが、9月のヤクルト戦では決定的な屈辱を受ける。ヤクルトは四番の王を5打席連続で敬遠し、全ての打席で五番の長嶋と勝負。しかし、結果は1安打こそ放ったものの、得点機の打席でことごとく凡退。敵将の非情采配になすすべのない自らを知るにつけ、球界の中心が長嶋から王へとかわったことに気づかされた。10月11日の後楽園球場での阪神戦にて三塁の守備で後藤和昭の打球を右手薬指に当て骨折して負傷したため、残り試合の欠場を余儀なくされた。南海ホークスとの日本シリーズでは一塁コーチとして出場した。

長嶋は阪神との直接対決を翌日に控えた10月9日、監督の川上と平河町の料亭にて会食し、その席で川上からこの年限りでの現役引退し監督に就任するよう勧告される。しかし長嶋は現役続行を強く訴え、川上もこれを認めたため翌1974年も川上が監督を務め、長嶋は現役を続行することになった。

### 現役引退
1974年オールスター戦出場後、改めて監督の川上と球団に引退の意思を伝えた。当初球団は正式発表を11月24日のファン感謝デーに予定していたが、自身が「ファンに直接感謝の言葉を捧げたい、優勝できない場合最終戦終了直後に」と希望した。球団の広報担当部長・小野陽章は、憶測による抜け駆けは大選手の晩節を汚しかねないと考え、新聞各紙の運動記者部長を集め、箝口令を敷いた。
10月12日、中日ドラゴンズのリーグ優勝が決定し、神宮球場にてヤクルトと試合中であった巨人のV10が完全に消滅した。試合後、長嶋は監督の川上と共に神宮球場にて記者会見し、「今年はプレーしていて肉体的な衰えを強く感じることがありました」「できることならば、明日（13日）のペナントレース最終ゲームにおいて、ファンの皆様の前でひとつ“引退”ということを皆さんにお話しして、そしてお別れの言葉を述べさせてもらいたい。そういう心境でございます」と語り、引退を表明した。長嶋はこの日の午前、川上と共に読売新聞本社の務台光雄、オーナーの正力亨に対しこの年限りでの引退を正式に伝えていた。
引退のセレモニーを実施する予定だった翌13日の中日とのダブルヘッダーは降雨のため翌14日に順延となった。14日、長嶋は後楽園球場での中日とのダブルヘッダーにて、第1試合は3番・三塁手で出場した。一方、対戦相手の中日はこの日、名古屋市内での優勝祝賀パレードに参加するため監督の与那嶺要、星野仙一、高木守道ら主力選手は名古屋に留まり試合への欠場を余儀なくされたため、控えと若手主体のオーダーで臨んだ。長嶋は4回裏の第2打席にて、村上義則から現役最後の本塁打となる15号2ランを打った。またこの試合で、4番に座った王も7回裏に49号3ランを打ち、通算106回目のONアベック本塁打を記録した。
第1試合終了後、長嶋は自身の強い希望で球場のファンに直接挨拶をするため、一塁側ベンチを出てライトの外野方向へ歩き出した。長嶋は歩きはじめると次第に嗚咽し、涙ながらにスタンドのファンに向かって手を振りながら、外野席のフェンスに沿って外野席を一周した。この長嶋による場内一周は、球団が計画した引退セレモニーのプログラムには入っていなかった。しかし「外野席にもお別れと感謝のあいさつをしたい」という長嶋が、球場内の混乱を懸念する球団の制止を振り切って、突然の場内一周という行動に出たのだった。
続く第2試合は、4番・三塁で出場。「4番サード長嶋」がアナウンスされると後楽園球場は大歓声に包まれた。監督の川上はこの試合に捕手・森昌彦、遊撃・黒江透修を起用する「V9」オーダーで臨んだ。長嶋は5回裏の第2打席に中前安打を打ち、これが現役最後の安打となった。そして8回裏一死一・三塁の場面で現役最後の打席を迎え、ショートへの併殺打となった。10対0で巨人が勝利した。
試合後、引退セレモニーが実施され、長嶋はスピーチにて「我が巨人軍は永久に不滅です」と挨拶した。試合後、球場内のサロン・ゴールデングローブにて記者会見し、現役引退の経緯について訊かれ、打球が野手の正面を突くようになって力の衰えを感じ、前年のオフに秘かに引退を決意していた、などと語った。
なお、公式戦のシーズン終了後にメジャーリーグのメッツ球団を招き、全国主要都市で日米親善野球（18試合）が行われたことから、長嶋はそのうちの17試合に出場。現役としての最終戦は1974年11月20日に静岡県静岡市の草薙球場で行われた試合で4打数2安打1打点を記録した。

### 第1次巨人監督時代
1974年11月20日、日米野球の全日程を終了後に川上は監督の退任を表明。翌21日、巨人は後楽園球場にて記者会見し、川上が監督を退任し、長嶋が新監督に就任すると正式に発表した。長嶋はこの席で「クリーン・ベースボール」を標榜した。前監督の川上が築き上げた確率野球（自らの失策を減らし、相手の失策を誘い、そこにつけこんで勝利するスタイル）を捨て、投・打の力量差がそのまま勝敗につながるという信念のもとにチームを再編。ミスをした選手に罰金を課す減点主義を廃し、いいプレーを年俸に反映させる加点主義に転換した。そのためヘッドコーチに関根潤三、投手コーチに宮田征典、守備・走塁コーチ補佐に黒江透修、バッテリーコーチに淡河弘などをそれぞれ招聘した（黒江・淡河は現役引退後からの残留）。川上は作戦コーチの牧野茂、投手コーチの藤田元司の残留を要請し、森昌彦のコーチでの残留、堀内恒夫のトレードでの放出をアドバイスしたが、長嶋は川上時代のコーチ陣を一掃し、川上のアドバイスをすべて蹴っている。長嶋と森は犬猿の仲であった。黒江によると長嶋は「川上さんみたいな暑苦しい野球はしたくない」と言ったという。新背番号は「90」。新背番号を考えていた長嶋は当時小学生の息子の一茂に相談した際に「現役のときは3つの3があった（打順が3番・背番号3・三塁手）から、3を3つ足して9」と言われ、それをきっかけに「90」にした（当時背番号9は吉田孝司が付けていたため）。
長嶋は現役最終年時点では、引退および監督就任は考えておらず、現役を2・3年は続行したい思いがあったという。また、引退後の数年はバックネット裏から野球を研究したり、コーチを経験したりしてからの監督就任を考えていたが、チーム事情から引退後に即監督就任の運びとなった。
球団としては戦後初の非日系の外国人選手 であるデーブ・ジョンソンを獲得し、自らの後継三塁手とした。なお、ジョンソンはメジャーリーグ情報を長嶋に伝えるパイプとしての役割もあり、度々長嶋家にメジャーの試合を録画したものを持ち寄り、長嶋一家とともに鑑賞していた。この場に立ち会っていた息子の一茂はメジャーに憧れ、野球（リトルリーグ）や、独学でウエイトトレーニングを始めた。
1975年のシーズンは、球団創設以来初の最下位に終わった。10月15日には本拠地の後楽園球場で広島東洋カープに敗れ、相手に球団創設26年目でのリーグ初優勝を許した（1975年の広島東洋カープ）。高田繁は打率.235と結果が残せなかった。当時巨人の選手だった柴田勲は、「長嶋さんが引退して森昌彦さん、黒江透修さんも引退し戦力が落ちたのもあるが、コーチ陣を一新したり、一体どういう野球をしたいのかがわからなかった」、「コーチ陣と上手くいっているように見えなかった」と述べている。この時、長嶋は自身の野球人生は「波乱万丈」だと思ったという。関本四十四は「ミスターの采配は開幕から迷走しました。当初攻撃時に3塁のコーチボックスで指揮していたのですがサインは相手ベンチにバレバレでした。ホーム寄りに立てばバント、中央だと盗塁、3塁寄りに立つとエンドラン。無死2塁からヒットエンドランのサインを出すなど生まれて初めて見る采配に柴田勲さんは呆れを通り越して大笑いしていました。ベンチで小言が絶えずマイナスな事を口にすると必ずそれが現実になるという不吉なジンクスもあった」と述べている。
そのため1975年のオフには「クリーン・ベースボール」「チャレンジ・ベースボール」を標榜し、勝つ野球へのシフトチェンジを行った。日本ハムファイターズから、「安打製造機」と呼ばれた張本勲を高橋一三・富田勝との交換で獲得。さらにトレードで太平洋クラブ・ライオンズから先発も抑えもできる加藤初も獲得した（このとき東尾修もトレード候補だった）外野の名手である高田繁を内野の三塁手に、当時としては異例のコンバートをし、ジョンソンを本来の二塁手に移動するなど、チーム強化に着手した。阪神の江夏豊は水面下で移籍を打診させ巨人関係者と打ち合わせしたが新聞社にスッパ抜かれ破談になった。コーチ陣も前年から一軍コーチで留任したのは黒江のみで打撃コーチには二軍監督だった国松彰が就任した。投手コーチに就任した杉下茂は鈴木龍二セ・リーグ会長からの要請で就任した。フロントはさらに極秘で、ヘッドコーチとして長嶋と同学年である南海の選手兼任監督野村克也に接触。巨人の当時球団常務だったロイ佐伯、広報担当の張江五が交渉し、選手兼任ヘッドコーチというオファーを打診した。当時、チーム内の派閥抗争に巻き込まれ孤立していた野村はこれを快諾したが、肝心の長嶋が首を縦に振らなかった為、“巨人・野村克也”は幻に終わり、野村は選手兼任監督で南海に残留した。
翌1976年には最下位から一転、リーグ優勝を果たした。日本シリーズは阪急ブレーブスに3勝4敗で敗れた。高田はダイヤモンドグラブ賞受賞した事について「長嶋さんの名采配があったからです。」と述べている。
1977年シーズン中にヤクルトスワローズから倉田誠との交換で当時巨人キラーと言われていた浅野啓司を獲得するなどし、2位に15ゲーム差をつけてリーグ優勝を果たす（V2）。日本シリーズは1勝4敗で2年連続で阪急に敗れた。オフには大洋ホエールズからジョン・シピンを獲得し、正二塁手とした。
1978年はシーズン当初から低迷が続き、8月後半、一旦は首位に立つものの力尽き、結局、巨人での先輩であり確執も伝えられた（後述）広岡達朗が率いるヤクルトが3ゲーム差で優勝した。4年前の広島に続く、セントラルリーグ加盟球団では最も遅い球団創設29年目での初優勝だった（1978年のヤクルトスワローズ）。同年オフに江川事件が起きており、江川卓との交換トレードで、エースの小林繁が阪神に移籍。ドラフト制度の規定を利用した「空白の一日」におけるプロ契約やその後のドラフト会議ボイコットなど、巨人が示した強硬姿勢に長嶋が監督としてどこまで関わったかは不明な部分も多いが、2023年1月に公開された江川と長嶋一茂による対談動画の中では「暗躍というか、画策というか、作戦を引いたのは父親（の茂雄）」と述べた一茂が江川に謝罪し、張本が茂雄本人から聞いた話として一茂の発言を否定する記事が掲載された。
1979年は5位に終わった。注目の江川は2カ月の出場自粛を経て6月2日にプロ初登板、6月17日に初勝利を挙げ、その後はシーズンを通して先発投手を務めて9勝10敗の成績を残したが、阪神へ移籍した小林には開幕第2戦からシーズン8連敗を喫して、その8連敗目となる9月5日に5位へ転落すると、シーズン最終成績も優勝した広島から10.5ゲーム差の5位となった。
この年のオフ退団した張本は、低迷の要因を新聞記者に問われ、「言いたいことはたくさんある。これだけは断言できる。チームは間違えた方向に向かっている」と答えている。これについて著書で、「立つ鳥跡を濁さず、別れた女の悪口など言わないつもりでいたが、コーチ陣の保身が目立った。長嶋監督を助けようとはせず、多くのコーチがフロントにゴマをすって、地位を守ろうとしていた。巨人のコーチなら給料も高いし、マスコミにも多く取り上げられておいしい思いもできる。長嶋監督はナンバー2を置かなかったから、コーチ陣を一つにまとめ上げる人もいなかった。私が巨人のユニフォームを着た最後の年は5位に沈み、長嶋監督の次は王だろう。王にすり寄る連中も出てきた。私が間違った方向と言ったのは、そういったチーム内の雰囲気のことだった」と記している。なお、張本自身も同シーズンは2カ月の負傷離脱により高卒新人以来続けていたシーズン100本安打が21年目で途切れる不調だった。
長嶋はV9時代を知らない若手選手を「シンデレラ・ボーイ」と呼び、伊東スタジアムの秋季キャンプに集結させた。これは後に地獄の伊東キャンプと呼ばれるようになった。江川・西本聖・角三男・藤城和明・鹿取義隆・赤嶺賢勇・山倉和博・笠間雄二・中畑清・淡口憲治・篠塚利夫・松本匡史・平田薫・山本功児・中司得三・河埜和正・中井康之・二宮至の18人が参加。キャンプ中に行われた練習試合で若手が全く活躍せず、ベテランだけが活躍したこともあり、当初は1976年オフの再来とも言われたが、このキャンプで若手の結束力が高まり、後に藤田元司監督時代の主力選手となる。
張本がロッテオリオンズに放出され、ニューヨーク・ヤンキースでプレーしたロイ・ホワイトを獲得した。ホワイトは張本に代わり、1980年のシーズン中には40歳を迎える王とともに打線の中軸を担う人材として期待された。スタッフでは、長嶋の理解者であり、伊東キャンプでも臨時コーチを務めた青田昇をヘッドコーチに招請するなど、チーム再建を企図した。しかし青田は週刊誌のインタビューで、暴力団と自身の交際を認めるような発言をしたため問題となった（青田舌禍事件）。この責任を取り青田はシーズン前に辞任する。
「巨人は当然日本一」と見なす野球マスコミやファンの間では、2年連続でリーグ優勝を逃し、さらに日本一としては一リーグ制時代を含めて最長の6シーズン連続未達成となる長嶋体制への不満が強まり、栄光のV9時代を懐かしみ、前監督の川上哲治の待望論が徐々に出るようになっていった。実際に川上派と呼ばれる巨人OBが長嶋のチーム作りに干渉（前述の1976年オフの柴田のトレード失敗など）するようになり、また、1976年オフに山ごもりのパートナーでもあり、自らが監督になる際にコーチに抜擢した淡河弘を原辰徳のドラフト騒動の時に失い（原の家に長嶋の密書を持っていったという理由で解任された）、1979年オフには前述の騒動で青田昇を失ったのを筆頭に、1975年から1979年までの間、フロントが11人のコーチ（福田昌久・須藤豊・関根・宮田・淡河・中村稔・瀧安治・黒江・国松・町田行彦・鈴木章介）を解任にした。黒江は1978年に退任しているが長嶋から「片腕としてよくやってくれたけど、球団の考えなんだ。申し訳ないが辞めてくれ」と言われ、黒江は涙ながらに長嶋に「片腕の黒江を切るなら私も辞めますと、なぜ言ってくれなかったのですか」と言ったという。
その中で始まった1980年シーズンに長嶋は若手選手を積極的に起用し、2年目の江川が最終的に16勝でシーズン最多勝、西本が14勝、さらに腰痛で苦しんでいた6年目の定岡正二が6月のプロ初勝利を機に9勝まで伸ばすなど大きく飛躍したが、結果として現役最終年となった40歳の王が30本塁打ながら前年より5分近く低い打率.236となるなど、世代交代の端境期という状況で大型連勝が続かなかった。特に7月は6勝11敗に終わり、同月末時点では首位を独走する広島と16ゲーム差が開いて、日本一奪回の球団目標がほぼ不可能な状況となっていた。
長嶋批判が渦巻く中、1980年8月に当の川上が、青田昇・牧野茂・藤田元司・国松彰らを集めて週刊文春の座談会を開き、取材担当の瀧安治にオフレコにする条件として長嶋の後継監督について色々と話し合った。ところが数日後にその記事が掲載され、長嶋降ろしの波は避けられないものとなった。
チームは8月に入ってから7連勝を飾り、10月は10勝2敗で終えた結果、横浜大洋ホエールズとの3位争いを制して「5割Aクラス」を達成したが、広島の優勝決定後であり評価はされづらい状況だった（最終的には広島と14ゲーム差）。最終的に、球団のオーナーである正力亨ではなく、読売新聞社社長の務臺光雄が、1980年のシーズン終了前に長嶋の監督解任を決断した。球団がAクラスを確保すれば続投と公言していたものが一転した形で、「陰謀」と騒がれることになった。川上派の批判に晒され続けた長嶋は、川上（とその一派）による数年かけた裏工作の結果とみなし、長嶋の川上への悪感情は決定的なものになった。川上がOB会会長になった後はOB会への欠席を続け、1990年に、OB会から今年出席しないと除籍という勧告を受けて、しぶしぶ出席したのをきっかけに川上と「和解」した。
長嶋は辞任という名の「事実上の解任」後、正力からフロントへの入閣を進められたが、フロントは性に合わないと拒否して退団届を提出し、個人事務所「オフィスエヌ」を設立し、浪人時代を始める。
後継監督には藤田元司が就いたが、藤田は前述の座談会に参加しており、また同座談会で川上が後継監督として名前を挙げていたこともあり、「長嶋派」のマスコミからバッシングの対象とされ、1981年に日本一になった際にもそれは続いた。
1980年オフ、西武監督根本陸夫から「西武の監督やってくれないか」と声をかけられた。

### 第1次巨人監督退任以降
浪人時代は野球のみならずスポーツ全般の伝道者的役割、「スポーツ外交官」的役割を演じた。特に浪人1年目、1981年は、2月キューバ文化視察、同月（設立前の）韓国野球委員会での講演、同年6月中国棒塁協会での野球指導、同年10月ワールドシリーズ観戦などと世界中を駆け巡った。
この時期からスポーツ番組のみならずバラエティ番組にも出演。独特のキャラクターが受け、「面白いオジサン」のイメージが定着。翌1982年1月に報知新聞社の客員評論家に就任するとともに、日本テレビ放送網（NNN）系でもプロ野球中継の解説者として年数試合担当していた。1988年には一茂がヤクルトに入団した。また、NNN系が中継する大型スポーツイベントのレポーターとしても度々起用され、オリンピックでは1984年のロサンゼルス・1988年のソウル・1992年の1992年バルセロナオリンピックと夏季大会を3回連続で現地取材した他、1991年8月に東京の国立霞ヶ丘競技場陸上競技場を主会場として開催された1991年世界陸上競技選手権大会でも同大会を独占中継した日本テレビから特別レポーターに任命されて、カール・ルイスとのやりとりが話題となった（後述）。1989年1月には日本テレビがその放送権を初めて獲得したアメリカンフットボールのプロリーグであるNFLの全米王者決定戦、スーパーボウルのゲスト解説として登場した。長嶋はこの第23回から第25回まで3年連続で中継に参加した。このように、この時期の長嶋は藤田元司から王貞治へと続く巨人の指導体制、および自身の解任を決断した務臺光雄が社長を続ける読売新聞社とは一線を画しつつ、解任後も衰えなかった長嶋への根強い人気も評価した日本テレビとの強い関係を維持しながら「文化人」活動を展開し続けた。
この他、1980年代から日本での注目が高まっていたトライアスロンについても1985年に競技団体の一つである日本トライアスロン連盟の初代会長を引き受けた。長嶋は1992年の巨人監督後も同会長職に留まり、1994年4月に各競技団体を統合して発足した日本トライアスロン連合では名誉会長となって、日本における同競技の普及において貢献を続けた。
この間、他球団から相次いで監督就任の打診があったが、巨人への思いからそれらを全て断った。長嶋によると大洋・日本ハム・ヤクルトから監督就任の要請があったという。中でも大洋が長嶋の監督就任に最も積極的に動いていた（当時捕手の層が薄かった大洋に、アメリカのマイナーリーグのチームに所属していた若菜嘉晴の獲得を進言した）が、最終的には「もう少し勉強していたい」という理由で断った。大洋ホエールズによる長嶋獲得は念入りで、1981年オフでは長嶋に断られると長嶋と親交の深い関根潤三を新監督に据え、関根は「私は長嶋さんが来るまでのつなぎ」とコーチミーティングで公言する状況になっていた。1984年オフには再び大洋から長嶋に監督要請がなされたが、長嶋の相談役となっていた元・伊藤忠商事会長の瀬島龍三の反対もあって最終的には受諾しなかったともされている。この他、西武からも監督要請を受けるが即断り、3番目の候補だった広岡達朗が監督に就任した。日本ハムは1983年オフに大沢啓二の辞任後監督要請を受けるが断り投手コーチの植村義信が就任した。一茂が在籍していたヤクルトから1989年オフに関根潤三の後任として監督要請を受けるが、家族の反対もあり辞退、野村克也が就任した。1990年オフにはオリックス・ブレーブスから監督の要請を受けるが断り、神戸出身で長嶋の大学・巨人の後輩土井正三を推薦し土井が監督に就任した。

### 第2次巨人監督時代
一方、巨人は長嶋退任後の1981年シーズンから藤田元司監督と牧野茂ヘッドコーチ、そして現役を引退し助監督となった王貞治のトロイカ体制で8シーズンぶりに日本一となり、リーグ優勝と日本シリーズ敗退で終わった1983年のオフには規定方針どおりに王が監督に就任したが、王は5シーズンでリーグ優勝1回（1987年）、日本シリーズ優勝なしに終わり、1988年限りでの監督退任（事実上の解任）となった。後任としては藤田が復帰し、1989年は自身2度目となる8年ぶりの日本一、1990年にはリーグ2連覇を飾ったが、藤田には心臓に持病があり「後任監督問題」が常に挙がっていた。
その中、1990年の川上哲治との和解、1991年の務臺光雄の死去、中曽根康弘を通じて若い頃から親交を持っていた渡邉恒雄の読売新聞社社長就任など、長嶋の監督再就任への道筋が徐々に出来上がった。長嶋は1992年オフに報知新聞社客員を辞任し、1992年10月12日に第13代監督として復帰会見を開いた。新背番号は「33」（3を2つ合わせたもの）。コーチ陣はヘッドコーチの須藤豊をはじめ、中畑清・山倉和博など気心の知れた人を起用した。同年11月21日のドラフト会議において、星稜高等学校の松井秀喜を引き当てた。長嶋の監督復帰は翌年に発足を控えたJリーグへの対策という意味もあった。
監督に復帰した長嶋は長らく「スピード&チャージ」（後に「チャージ&チャージ」）を標榜。浪人時代に感銘を受けたキューバ野球の実践を目指した。現役大リーガーだったジェシー・バーフィールドを入団させ、また右打者が不足していたチーム事情から一茂をヤクルトから金銭トレードで獲得し、親子で巨人の一員となる。
選手の指導、日常生活はコーチ陣に任せ、試合の采配に専念する大リーグ方式を導入し、長嶋は「前回の監督の時は西本聖・角三男など能力を秘めた若手がふがいない投球すると手を出していたが、2回目の監督の時はそういうことはしなかったので拍子抜けしたんじゃないかなと。」と述べている。
復帰初年度の1993年は、野村克也が率いる2年連続優勝のヤクルトに全く付いていけず3位に終わった。投手陣は斎藤雅樹らの奮闘で好調を維持するも、全くの期待外れであったバーフィールドを始め、原辰徳、駒田徳広らベテラン勢が挙って不振、新任の中畑清打撃コーチが立て直せず、打線は低迷しチーム打率は12球団最下位だった。そのオフ、フリーエージェント制度が導入されると、中日ドラゴンズから落合博満を獲得した。駒田徳広がFAで横浜へ移籍した。
翌1994年には中日と同率最終戦に勝利し、リーグ優勝達成。長嶋は最終試合を試合前から「国民的行事」とコメントしており、後に「10.8決戦」と語り継がれる名試合となった。日本シリーズでは森祇晶が率いるパ・リーグ5連覇の西武ライオンズと対戦し、前評判は圧倒的西武有利だったが、4勝2敗で勝利した。監督として初めて日本一となり、正力松太郎賞を受賞。
1995年、都民文化栄誉章を受章。ヤクルトからFAで広沢克己と自由契約になったジャック・ハウエル、広島からもFAで川口和久、メジャーリーグ・ミネソタ・ツインズからシェーン・マックを4億円で獲得するなど30億補強とも言われた大型補強を敢行したが広沢・松井ら大型打線が落合を除き全体的に調子が上がらず、桑田真澄の故障による長期離脱などチーム状態が上向かずヤクルトの後塵を終始拝し続け3位に終わる。9月30日のヤクルト戦では目の前で優勝を決められ、20年ぶり相手球団の胴上げを許した。
1996年には広島に最大11.5ゲーム差をつけられたが、リーグ優勝を果たし、前年に果たせなかった2年越しの「メークドラマ」を完成させる（1999年は「メークミラクル」、2001年は「ミラクルアゲイン」をそれぞれキャッチコピーとして使用したが、いずれもV逸に終わっている）。しかし日本シリーズではオリックスに1勝4敗で敗退し、同年オフ、一茂に自ら戦力外通告を行い、現役引退させる。
1997年は西武からFAで清原和博、ロッテからエリック・ヒルマン、近鉄から交換トレードで石井浩郎を獲得するなど大型補強を行ったが補強戦力が不振や故障に泣き、またエース斎藤雅樹の不振もあり4位に終わり、若手も伸び悩むなどで長嶋への批判も多くなる。
1998年は大物ルーキー高橋由伸の加入で野手の若返りが進み、開幕5連勝を飾るなど順調なスタートを切ったが、6月以降斎藤や桑田などベテラン投手陣に疲れが見え徐々に失速。7月に横浜に7点差を逆転された試合が契機になり以後は3位でシーズンを終えた。開幕初の4番に座った松井がプロ初タイトルで本塁打・打点の二冠を獲得した。ヘッドコーチの堀内恒夫は2年連続優勝を逃した責任を取って退団した。
同年シーズン中に長嶋は辞表を出した。8月末に読売新聞副社長の内山斉が森祇晶に監督をやらないかと誘いがあり藤田元司の苦労を見ていた森は「長嶋監督の後は大変です」と断った。それでも渡邊恒雄からも「ジャイアンツを強くしてくれ」と熱心に要請され、その熱心にほだされて森は引き受けることにした。すると渡辺が9月3日に発表するので森は「シーズン中の発表は長嶋監督に失礼ですしシーズンが終わってから発表してください」とお願いしたが9月7日のスポーツ紙に次期監督に森の名前が出てしまいそれから毎日報道陣が自宅に押し寄せ世間ではバッシングされる騒ぎになり、森は監督の要請を断った。長嶋は江川の力を高く評価し目をかけていた選手の一人でその江川を「シドニー五輪の日本代表チームのコーチにどうだろうか？」と言い、長嶋の中で江川は将来の巨人の監督候補の一人でただいきなり監督にすることは出来ないそこで日本代表のコーチであれば拘束時間も短く経済的な影響も少ない。将来監督候補として名前が上がった時にコーチを経験したという実績にもなるのではないかという親心で長嶋も水面下で動いだが江川サイドが断り長嶋は「せっかくのチャンスなんだから無理してでもやればいいのに」と残念がっていた。その中、後任とさせるために1999年より原辰徳を一軍野手総合コーチとして入閣させる。（2000年・2001年は一軍ヘッドコーチ）
一方、原はコーチ時代について、「長嶋さんにはいろいろ助言もしたが、最終的に全て長嶋さんが決断をしていた。無責任のようだけど、3年間自分は座っているだけだった」と述べたことがある。
1998年、7月31日の対阪神戦（阪神甲子園球場）において判定を巡りバルビーノ・ガルベスが球審の橘高淳を目掛けてボールを投げ付ける事件が発生した。長嶋は監督としての責任から、球団社長の渡邉恒雄に辞表を提出したが慰留され、カード終了の次の日に頭を丸めた。1999年は大物ルーキー上原浩治が20勝を挙げ、同じく新人の二岡智宏も遊撃に定着、2年目の高橋は3割30本を記録するなど若手が活躍したが、桑田や斎藤、ガルベスのベテラン投手陣に衰えが目立ち、シーズン終盤にこの年好調だった高橋が故障で離脱。高橋や松井ではなく大不振の清原を4番に置き続けた長嶋の采配も疑問視され2位に終わり優勝を逃した。
2000年には、FAで獲得した江藤智に背番号「33」を譲り、長嶋は現役時代の背番号「3」に変更。当初、この背番号3を長嶋は、ユニフォームの上に上着を着て、マスコミ・ファンには隠していた。世間の背番号3の長嶋が見たいという気運が高まった頃にユニフォームを公開し、当時、話題性に欠けていたチームの話題作りに大いに貢献した。またダイエーからFAしていた工藤公康、阪神を自由契約になっていたダリル・メイ、ドラフトで高橋尚成を獲得した。この年は4年ぶりのリーグ優勝を果たした。日本シリーズの相手は王貞治監督が率いる前年日本一のダイエーで、ON対決として注目を集めた。シリーズは第1・2戦を落とすという苦しい展開だったがその後4連勝して日本一を達成した。
翌2001年、この年をもって監督業から勇退した。9月28日に監督退任と、専務取締役終身名誉監督への就任が発表され、9年間の監督生活にピリオドを打った（後任は一軍ヘッドコーチの原）。発表記者会見で吉田填一郎（日本テレビアナウンサー）からの「長嶋さんにとって野球とは何ですか?」という質問に「野球というスポーツは人生そのものです」と答えた。

### 第2次巨人監督退任以降
2002年2月20日に宮崎市名誉市民、同年3月に佐倉市名誉市民顕彰。4月22日、アテネオリンピック出場を目指す野球日本代表の強化委員長に選出される。7月には立教学院栄誉賞（第1号）を受賞。12月2日、野球日本代表トップチームの監督に就任。プロ野球で選手経験のある人物としては初の代表監督就任となった。
2003年11月に行われたアジア選手権で初めて本格的に指揮を執り、中国・台湾・韓国に勝利して優勝しアテネオリンピック出場が決定した。しかし本大会を約半年後に控えた2004年3月4日、脳梗塞で倒れ入院。一命は取り留めたものの利き手を含む右半身に麻痺が残り、言語能力にも影響が出た。長嶋や周囲はオリンピックでの復帰を考えていたが、短期間での病状回復は不可能と判断され、一茂が「（アテネには）行かせられない」と記者会見を行った ため、肩書きはそのままだったが長嶋がアテネで指揮を執ることはできなかった。長嶋の代理としてヘッド兼打撃コーチの中畑清がチームの指揮を執ったが、結果は3位に終わった。

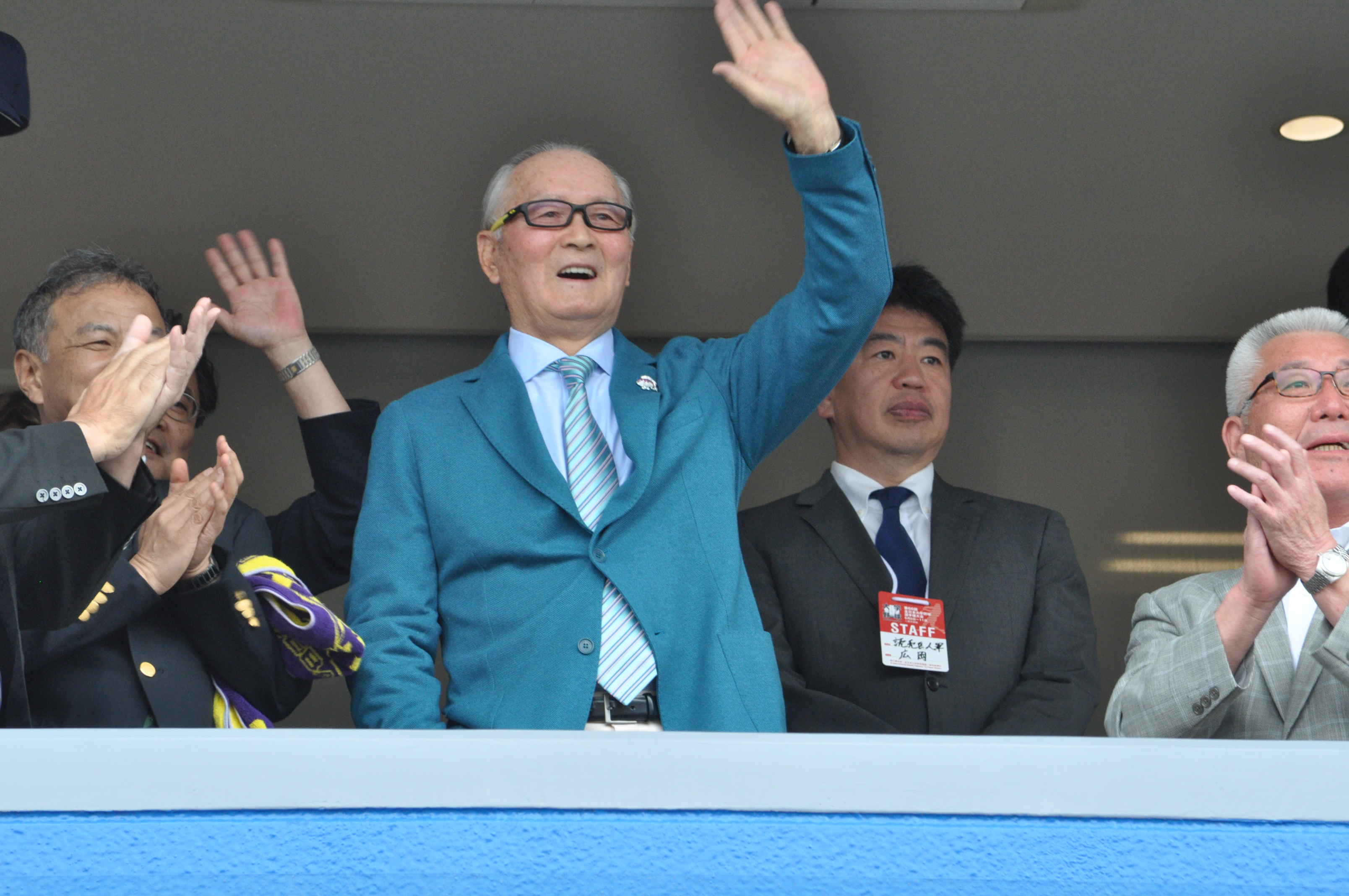
2017年6月11日、明治神宮野球場にて

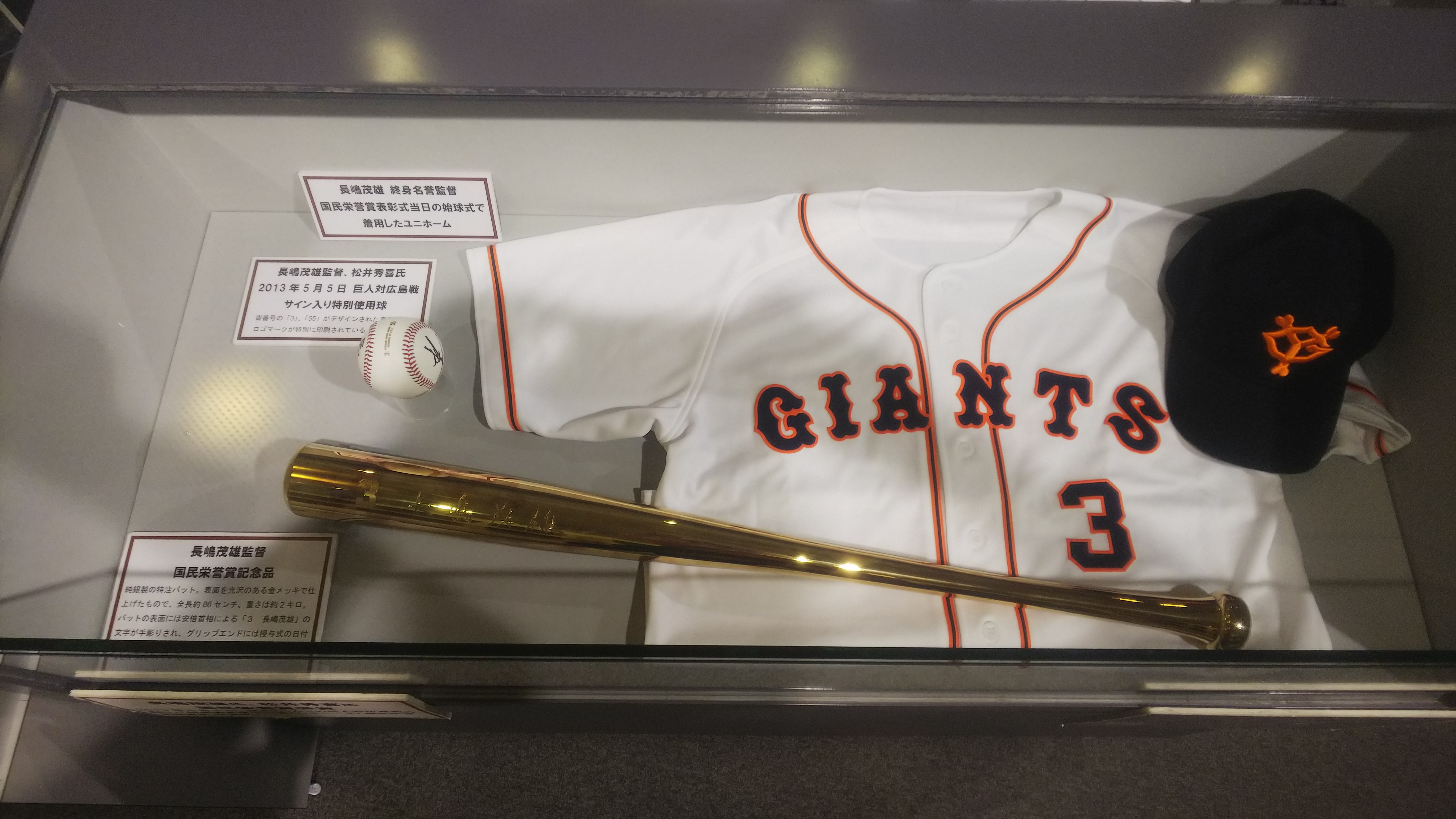
野球殿堂博物館に展示された国民栄誉賞記念品など

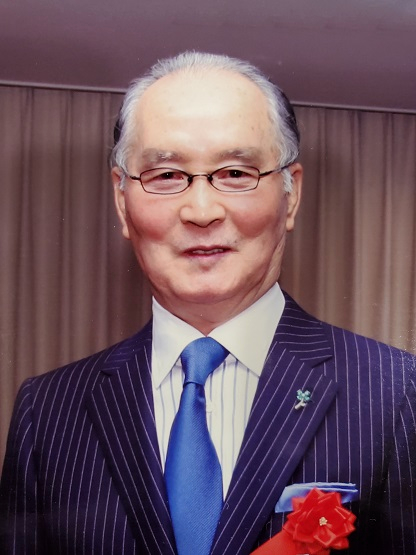
文化勲章受章に際して公表された肖像写真（2021年11月3日）

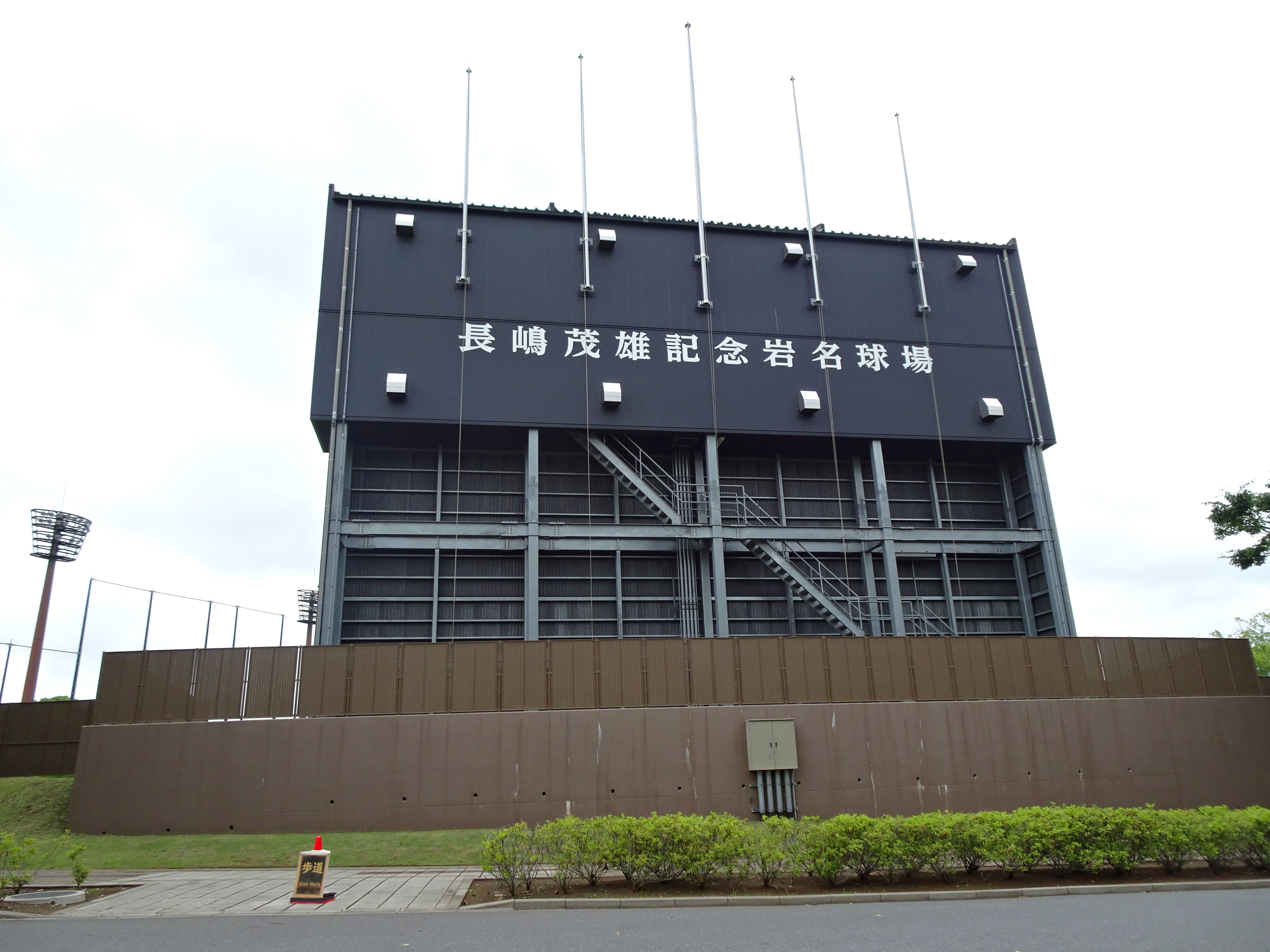
長嶋茂雄記念岩名球場

2005年7月3日、長嶋はこの日東京ドームで行われた巨人対広島戦を観戦し、病気で倒れてから約1年4か月ぶりに公の場へ姿を見せた。同観戦には同年1月1日から「球団代表特別補佐」となった一茂が同行した。この時は事実上読売グループの独占取材となり、長嶋の肉声は伝えられなかったが、同年11月4日に皇居で行われた天皇・皇后との懇談会に出席した際には、軽く受け答えできる長嶋の姿が伝えられた。
2005年11月3日、平成17年度の文化功労者（スポーツ振興）に決定される。
2006年には少年の野球教室に飛び入りで参加し、リハビリの成果もあって少しずつ公の活動を拡大した。また、アテネオリンピックの代表選手達を中心に2005年から始められた「長嶋茂雄ドリームプロジェクト」 にも特別ゲストとしての参加が可能となり、子ども達への野球指導を行った。
2007年7月、日本経済新聞の「私の履歴書」に登場した。2010年には『週刊文春』誌上で阿川佐和子と対談を行い、発病時の様子を振り返っている。
2012年11月、キューバより友好勲章を授与される。
2013年4月16日、国民栄誉賞を松井秀喜と同時受賞した。5月5日に東京ドームで行われた巨人対広島戦の試合前に、松井の引退セレモニーと合わせて授与式が行われ、8年ぶりに公の場でスピーチを行った。試合前の始球式では長嶋が片手打ちで打席に入り、投手に松井、捕手は当時巨人の監督だった原辰徳、球審は当時の首相である安倍晋三が務めた。
これに続いて、5月31日に千葉県県民栄誉賞、7月12日に佐倉市民栄誉賞をそれぞれ受賞した。後者の受賞に合わせて、会場の佐倉市岩名運動公園第一野球場が同日より『長嶋茂雄記念岩名球場』に改称された。
2014年8月、東京都名誉都民の授与が決定し、10月1日に顕彰式が行われた。
2014年12月、日本プロ野球名球会の理事を退任し、顧問に就任。
2018年7月初旬、体調が優れずに入院。検査で胆石が見つかりそのまま治療を継続した。同年末に退院し、自宅での療養・リハビリを継続した。
2020年夏に開催予定の東京オリンピックにおける聖火ランナーの有力候補に挙げられていたが、胆石での長期入院によって以前のリハビリで鍛えた筋力が落ちてしまい、夏の時点では参加が不可能な状況だった。しかし、新型コロナウイルスの影響で東京オリンピックの開催が翌年に延期され、長嶋は秋からリハビリを再開。胆石での入院以降、表舞台にあまり登場しなくなっていた長嶋だが、2021年には東京ドームで開幕戦を観戦するまでに回復。そして同年6月下旬頃に大会組織委員会から正式にオファーを受け、迎えた7月23日のオリンピック開会式において国立競技場での聖火リレーに王貞治、松井秀喜とともに参加。吉田沙保里と野村忠宏から長嶋が左手に持ったトーチにトーチキスを受ける役割を担った。そのトーチを王に渡し、松井に背中を支えられながらゆっくりと場内を歩んだ。こうして、断念を余儀なくされたアテネ大会から17年越しにオリンピックへの「参加」が実現することとなった。
2021年10月26日、日本国政府は長嶋に文化勲章を授けることを発表した。

### 晩年・死去
2022年9月、自宅で転倒した際に脳内から出血がみられたため入院。以降は車椅子での移動を余儀なくされたが、療養中も度々東京ドームへ訪れ巨人を激励した。
2024年5月3日、東京ドームにおける巨人対阪神戦は巨人軍創設90周年記念特別試合「長嶋茂雄DAY」として行われ、5回裏終了時には長嶋本人がグラウンドに登場し、松井や監督の阿部慎之助と3人で記念撮影に応じた。
2025年に入ってからも、2月に渡邉恒雄のお別れの会に出席。3月15日には巨人とロサンゼルス・ドジャースのプレシーズンゲームが行われた東京ドームを訪問。大谷翔平と対面し笑顔で記念写真に収まるなど元気な姿を見せていたが、これがメディアで報じられた長嶋の最後の姿となった。
同年5月以降は血圧が降下するなど体調が悪化してICUで集中治療を受けるなど予断を許さない状況となり、一時は回復を見せた時期もあったが、6月3日6時39分に肺炎のため東京都内の病院で死去した。89歳没。奇しくもこの日に誕生日を迎えた次女の三奈が最期を看取った。同日はセ・パ交流戦の開幕日であり、開催された5試合すべてで半旗が掲げられ、試合前に黙祷が捧げられた。また、訃報を受けプロ野球界のみならず芸能界や政界からも追悼の声が寄せられ、王貞治や谷佳知・亮子夫妻など関係者の弔問も相次いだ。米国在住の松井秀喜も翌4日早朝に急遽帰国し弔問している。
長嶋の訃報に際して、死去当日の3日には読売新聞社や中日新聞社、日刊スポーツ新聞社などが号外を発行し、東京・大阪・名古屋などの駅前や街頭で配布。読売新聞社傘下のテレビ局で巨人の主催試合を開局当時から中継してきた日本テレビを始め、日本放送協会（NHK）や各民放テレビ局が速報として伝えたほか、ワイドショーやニュース番組でも長嶋の訃報に多くの時間を割いた。日本テレビやニッポン放送は当初予定していた番組編成を変更して、夜のプライムタイムに生放送の追悼特別番組を急遽編成した。
翌4日はスポーツ紙のみならず全国紙・地方紙が一面トップで訃報を報じ、同日以降も東京都内の読売ジャイアンツ関連施設（文京区の東京ドーム及び稲城市のジャイアンツタウンスタジアム）や同球団のキャンプ地である宮崎県（宮崎市の宮崎市役所及び宮崎県庁）、出身地の千葉県（千葉市の千葉県庁及び佐倉市の佐倉市役所など）などでは記帳台が設けられるなど、改めて長嶋が日本の一時代を象徴する人物であったことを世間大衆に印象付ける形となった。
また、海外でも台湾や韓国、アメリカ、イギリスのメディアが訃報を報じた。
通夜は同月7日、葬儀・告別式は翌8日に東京都品川区の桐ヶ谷斎場で、葬儀委員長に読売新聞グループ本社代表取締役社長の山口寿一が務め、次女の三奈を喪主として執り行われた。球界関係者などが参列し、弔辞は通夜で堀内恒夫、原辰徳、告別式で王貞治、中畑清、松井秀喜が述べ、最後に喪主の三奈が挨拶を行った。祭壇には永久欠番「3」のユニフォームや1959年の天覧試合でホームランを打った時に使ったバットが飾られたほか、2013年に国民栄誉賞を受賞したときに贈られた記念品の金のバット、2021年に野球界で初めて受章した文化勲章と勲記が並べられた。
同年6月17日には天皇（徳仁）から長嶋家に向けて香典に相当する祭粢料が贈られた。
日本政府は同年7月1日、戦後日本のスポーツ界の発展に大きく寄与し、その枠を越えて多くの国民に親しまれたヒーローであった長嶋の功績を多とし、従三位に叙することを閣議決定した。
8月16日に東京ドーム開催での巨人対阪神第20回戦を長嶋茂雄終身名誉監督追悼試合」として開催した。キービジュアルのコピーのFOR3VERは永久の英語FOREVERと背番号であった3をかけている。試合結果は巨人0-阪神3での敗戦であった。また2軍および慶応戦の練習試合を行う3軍も背番号の3のユニフォームを着用していた。2軍戦では巨人対西武の試合が行われたが、両軍が試合前に黙祷をささげた。
なお、長嶋が死去したのが公式戦のシーズン中であったことから、お別れの会については日本選手権シリーズなどの日本プロ野球の公式行事が終了した秋のオフシーズンに開催することを検討していると伝えられる。

## 選手としての特徴

### 打撃
金田正一・村山実・権藤博・足立光宏・江夏豊・板東英二・稲尾和久など複数の投手、また捕手としてオールスターゲームや日本シリーズで対戦した野村克也が長嶋を「計算できないバッター」と評している。権藤や足立は「長嶋さんは打てそうもないコースでもバットを投げ出したり瞬間的に腕を畳んだりしてヒットにするバッターだった」と評しており、「王は打てるボールを確実に打つ。ポテンシャルが高いのでほとんどのストライクゾーンに来るボールは王にとって『打てるボール』になってしまうのだが、打てないボールまで何とか打つというタイプではなかった」と王と対比しながら語っている。江夏は「打席ごとになぜ打たれたのか、なぜ打ち取れたのかが全く分からない」と長嶋について語っており、野村は長嶋を「来た球を打てる天才」と称している。森祇晶は「世間では天才だと思っていたようだけどミスターは隠れたところで努力をしていました。試合が終わるとバットを振る音が聞こえてくる。不振を翌日に持ち越さない為にも自分が納得するまで振っていたんでしょう。王貞治も同じで当時の巨人のレギュラーは見えないところで練習していた。」と述べている。
極端とも言えるアウトステップが特徴だった。長嶋の踏み出しでのアウトステップは、スイングの悪癖の例として解説者に批判されたこともあり、相手チームの守備陣から「顔の方向とまったく関係なく打球が飛ぶから守りにくい」と評されたこともあったという。一方で腰と肩は開かずヘッドを高い位置に保ち、球を引き付けて左膝もギリギリまで踏ん張っていたため、アウトステップしながらも球を強くたたくことができた。これについて川上哲治は「並みの打者なら1割もおぼつかないフォーム。長嶋は天性の能力でバットのヘッドを最後まで残していたため、あんなフォームでもいろいろなボールに対応できた」と評しており、少年野球教室などでは「あの打ち方は長嶋だからできるもの。真似してはいけない」と諭していた。この点は金田正一も触れており、「シゲシゲはどんなに体勢が崩れていても、バットのヘッドが最後の最後まで残っていたので、最後の瞬間まで油断できなかった。凄い迫力だった」と語っている。
広島東洋カープの「王シフト」を生みだすきっかけとなった東洋工業のコンピューターは、当然長嶋についても同様のデータを分析したが、長嶋については特徴的な傾向が全く見られなかったため、「長嶋シフト」を作ることはできなかったという。岡崎満義は、「王シフトを作らせ、それをものともせずホームランを打ち続けた王は本当に偉大。しかし同時に長嶋シフトを作らせなかった長嶋も凄い」と評している。
長嶋の空振りは脱げたヘルメットが三塁ベンチの方へ飛んで行ったと言われる程で、豪快な空振りでファンを沸かせた。三振した際の画を考え、わざと小さめで楕円形のヘルメットをアメリカから取り寄せ、ヘルメットの飛んでいく角度など空振りの練習をしていたこともあったという。そのような豪快な空振りやデビュー時の4打席4三振などから三振のイメージが強いが、実際には三振は少ない方だった。三振数の打数に対する割合.090は、通算400本塁打以上を放った15人の中では張本勲・土井正博に次いで低い。また、400本塁打以上を記録した打者の中で三振率が1割を切っているのはこの3人だけである。
首位打者を獲得したシーズンはいずれも安打数でもリーグトップだった。シーズン最多安打10回はプロ野球記録（6年連続を含むが、これもプロ野球記録）。また、6回の首位打者のうち最も2位との差が小さかったのは1963年・古葉毅との2厘差で、それ以外の5回は全て1分5厘以上の差をつけての文句なしの首位打者だった。6回の首位打者のうち2回（1959年・1971年）は長嶋がセ・リーグ唯一の3割打者である。
長嶋が全盛期だった時代はリーグ平均打率が.230など極端な打低投高の環境下であり、さらに1974年の現役引退後には打者に有利なボールが普及し、翌1975年以降はセ・リーグの打高化が一気に進んだ。そのため、傑出値をはかるセイバーメトリクス（RC関連、XR関連、長打率傑出度やOPS傑出度など）においては、ほとんどの通算記録指標で長嶋はプロ野球歴代3位以内に位置する。打率傑出度（RBA）でも右打者歴代1位であり、その時代で傑出した打者だったことが分かる。また、当時行われていた日米野球戦では、他の多くの選手が通算打率1割台から2割前後の中、長嶋は69試合で打率.295（200打数59安打）と高いアベレージを記録しており、通算で場外本塁打を含む6本塁打や27打点・26四死球・5盗塁などを残した。
打率・本塁打・打点の部門において、「二冠王、残りの1部門がリーグ2位」のシーズンを1958年・1961年・1963年の通算3回残したが、これは王の5回と中西太の4回に次いで歴代3位の記録である。
通算205敬遠、打率ベストテン入り通算13回などは右打者歴代1位であり、通算2471安打は金本知憲に抜かれるまで長らく大卒選手の歴代最多記録であった。セ・リーグ一筋で活躍し、通算において、三塁打・長打・打点・犠飛数全ての右打者のセ・リーグ記録を保持している。また、通算安打を実働年数で割った平均安打数は145本に達し、同時代に活躍した張本勲134本・榎本喜八128本・福本豊127本・王貞治126本・大杉勝男117本・野村克也111本・衣笠祥雄110本・門田博光106本など他の一流打者の平均本数と比べても突出しており、現役時代は右打者ながらハイペースで安打を積み重ねた。通算打率.305は7,000打数以上の選手中では歴代4位、8,000打数以上の選手中では歴代2位（右打者では歴代1位）である。
大一番での勝負強さが印象付けられている。日本シリーズでは通算68試合に出場して出塁率.402・長打率.694・OPS1.096の成績を残し、シリーズの初戦では通算12試合で打率.429（49打数21安打4本塁打）を記録した。日本シリーズMVP通算4回獲得は史上最多である。2本塁打を放った天覧試合については、チームメイトの広岡達朗は「天覧試合は長嶋のためにあったようなもの」と語っており、「彼がああいう舞台で力をきっちり出せるのは、実力もさることながら物の考え方（大舞台に物怖じせず、むしろ楽しむ）が素晴らしいものを持っていたのが大きい」と評している。1966年11月6日の日米野球戦・天覧試合でも場外本塁打を放っており、皇室観戦試合では通算10試合で打率.514（35打数18安打7本塁打）を記録した。
捕手による「ささやき戦術」が全く効かなかったことも伝えられている。野村克也は動揺を誘おうとしてバッティングフォームがおかしいと指摘したところ、長嶋は素振りをした後で次球を本塁打してしまい、ホームインした長嶋から「教えてくれてありがとう」と言われ唖然としたエピソードを紹介している。また、辻恭彦には「おいダンプ（辻の愛称）、やかましい! 野球をやれ野球を!」と怒鳴り、放屁で攻撃したことがある。バッターボックスでの集中力の強さのあまり、打席に入った後の空振りでその辻の頭にバットが当たってしまい失神、それに気づくも「何やってんだ!」と思わず一喝したというエピソードも残されている。
大学時代、監督の砂押と共にジョー・ディマジオ、ヨギ・ベラ、ミッキー・マントル、ロジャー・マリス、フランク・ロビンソンらの連続写真を研究し打撃フォーム、バットの構え方、スタンス、腰の回転などを徹底的に身に付けた。また、バットは現役生活17年間のほとんどで、ルイビルスラッガーなどのアメリカ製を使用していた（三井物産経由の入手）。
苦手のコースや球種の少ない長嶋は、敬遠を受けることが多かった。初年度の1958年には6試合連続敬遠を記録。1961年には年間敬遠数が35にも達し、8月29日の阪神戦では小山正明に走者無しの場面で敬遠された。1960年の国鉄との開幕戦では、5回二死一塁の場面で、カウント1ストライク2ボールとなったところで捕手の平岩嗣朗が立ちあがり、長嶋を敬遠しようとした。村田元一は捕手の構えた位置に投げたが、長嶋は強引にバットを振りに行き、左翼席中段への本塁打となった。同年7月16日には、投手が敬遠で投げた球を無理やり打ちに行き、二塁打を記録した。また、1962年7月12日の中日戦でも、9回表の二死二・三塁の打席で河村保彦の敬遠球を打ちにいき、レフト前に逆転適時打を放っている。
長嶋が苦手にしていたボールとして内角のシュートがあげられる。昭和40年代、プロ野球界ではサイン覗き（いわゆる「スパイ行為」）が広まっていた（元々は西鉄ライオンズの三原脩監督がサイン覗きをやらせたのが始まりと言われる）。野村克也が巨人から南海にトレードで来た相羽欣厚から伝え聞いたところによると当時、巨人ではキャッチャーのサインを見てベンチからの声でサインを伝えていたという。それに対し、長嶋は「内角のシュートが来るときだけ教えてくれ」と言っており、野村は「内角のシュート」以外は教えてもらわなくても打てるということだったのだろうと語っている。
また、内角へのシュートを得意としていた平松政次に対しては長嶋自らが「平松のシュートは打てなかった」と悔しそうに振り返っており、平松も「(シュートを使い始めた)この年以降、長嶋さんに打たれた記憶はないですね」と語っている。シュートを使う前からの通算でも対平松の打率は.193であった。
敬遠策への抗議として、長嶋は打席上で素手で構えたことがある。1968年5月11日の中日戦、二死二塁の場面で山中巽投手は敬遠策を取った。長嶋はこれに対して3球目からバットを持たずに打席に入り、素手だけで構えて抗議に出た。球場内はどよめいたが、絶対打つことができない長嶋を、山中はそのまま2球ボールを続けて歩かせた。1971年6月17日の広島戦では、7回二死三塁という場面で、広島の井上善夫、水沼四郎のバッテリーは、敬遠策で長嶋との勝負を回避しようとした。3球続けてボールが投げられたところで長嶋はバットを捨て、素手で構えた。スタンドが騒然とする中、絶対に打撃はありえないにも関わらず4球目も敬遠のボールが投げられて四球となり、一塁に歩くこととなった。
高田繁は「試合の大事な場面で川上哲治監督がONに指示出すことももちろんありました。しかしサインを出される機会が少ないためか長嶋さんの場合は見落としたが多かったというより覚える気がなかったと思います。よく罰金を払っていました。」と述べている。佐々木信也が9連覇の時日本テレビで解説をした時川上に「巨人には欠点がない。隙がないですね」とすると川上は苦笑いしながら「サインを憶えるようとせんのが一人だけいる」と答えている。

### 守備
普通の三塁手よりも1.5メートルほど後ろに守り、特に横（一塁側に向かうライン）の守備範囲が広く、遊撃手や投手の守備範囲の打球も横取りするようにキャッチすることが多かった。長嶋は「あの範囲の打球は三塁手の最大の見せ場」と語っており、守備については打撃よりも「ファンと一体になれる守備のほうが好きだった」と述べている。また、ゴロには15種類あると語り、捕るのが難しいゴロを簡単に捕球するのがプロだと述べている一方、「逆に盛り上げようと思って、何でもないゴロを難しそうに捕ったりしたこともありましたけどね（笑）」と振り返っている。一方でフライについては1種類しかないと感じ、遊撃手の黒江透修に任せていた。長嶋は「だってフライは遊びや芸を入れることができないから、捕っても面白くないんだもの（笑）」と語っている。このように華のある守備で知られ、スローイングの後に右手をヒラヒラさせる独特の動作を行っていたが、これは歌舞伎の動きから取ったものであるという。
何でもないゴロをトンネルする珍プレーがテレビで取り上げられるなど、失策の場面がよく放送され、守備の名手として語られるより華やかさや面白さが多く話題に上る。しかし、その派手なパフォーマンスは、基本に忠実な高い技術力に裏打ちされたものであった。ON時代の一塁手・王貞治の回想によると、長嶋からの送球は常に球に素直な回転がかかり、他の選手たちのそれに比べると最も捕りやすく、「野球の教科書に載せられるものであった」。そして実際の数値上でも守備能力が非常に高い選手であり、通算守備率.965は角富士夫の.975に次いで三塁手セ・リーグ歴代2位（1000試合以上対象。角は通算1350試合・3296守備機会）に位置し、1500試合以上対象や4500守備機会以上を対象にする場合は三塁手プロ野球歴代1位となる。デビューから晩年まで試合に出場し続け、7353守備機会をはじめ、試合数・刺殺数・補殺数・併殺数など、失策数を除くあらゆる通算守備記録で他の三塁手を圧倒している（全て三塁手のプロ野球歴代1位）。
シーズンにおいても、守備指標のRRF（レンジファクター）でデビュー以来7年連続を含めて三塁手リーグトップを通算8回（1958年 - 1964年、1967年）記録しており、当時の他の三塁手と比べると極めて突出した数値を残した。1968年からプラスの数値が少なくなり、1970年以降は1973年以外の4シーズンでマイナスを記録しており、34歳以降から守備に衰えが見られる。リーグトップを7年連続・通算8回は共に三塁手歴代1位の成績であり、プラスシーズンの合計値も三塁手歴代1位である。数値からは、全盛期は打球をアウトにする能力が非常に高く、守備範囲の広い三塁手であったことが窺える。シーズン214守備機会連続無失策という三塁手のプロ野球記録も保持している（連続シーズンでは2012年に宮本慎也が更新）。
立教大学時代、砂押が導入・研究したMLBのステップやグラブ捌きなど当時の最先端技術を取り入れ、練習していた。
若手の頃は僅かながら遊撃手や外野手としても出場している。
広岡達朗は長嶋の守備について「3年目までは上手かった。守備範囲も広かったし、凄い奴が入ってきたなと思ったが、4年目ぐらいから動けなくなった。」と評価している。
森祇晶は「自由奔放にプレーしていたイメージがあるようですがきちんとチームプレーに徹していましたよ。守備で捕手の僕がフォーメーションのサインを出すとミスターの場合わかったのか、わかっていないのか受け取り方がどっちかと言うと希薄でね。それを手助けしていたのがショートの黒江です。僕がサインを出すと黒江がミスターに「次はこうですよ」と伝えていたんです。勝手なプレーすることはなかったけれど「長嶋さんだから仕方がない」って事は多かったな。」と述べている。

### 走塁
若い頃は大変な俊足と思い切りの良い走塁が持ち味のひとつだった。ランニング本塁打を3回記録しており、1958年の日本シリーズでも記録している。特に1960年7月17日の大洋戦では敬遠球を打ちにいってランニング本塁打を記録した。また、1960年8月21日の国鉄戦では、一死一・二塁で王が打ち上げたレフトフライで、一塁走者だった長嶋は勢いよくスタートを切り、二塁に戻ろうとした二塁走者だった藤尾茂を追い抜いてアウトとなっている。
新人時代に4番打者も務めながら37盗塁を記録するなど、若い頃は盗塁が多かった。しかし長嶋本人は「走ることは大好き」と言いつつも、「一塁から二塁への走塁はあまり興味なかった。一塁から三塁への距離感が大好きだった」と語っている。長嶋の三塁打は通算74本（歴代8位、右打者では広瀬叔功に次いで歴代2位）と多く、1960年5月には4試合連続三塁打の日本記録も作った。長嶋は「観客に一番アピールして喜んでもらえるのは三塁打であるという理由から、自分のプロとしての売り物は三塁打だと考えていた」と述べている。現役時代の項で述べた「ホームラン取消事件」は、ショート頭上すれすれをラインドライブするような当たりだったので「よし、三塁打だ!」と思って全力疾走したために起きたという。
30歳前後になるまでは、単打性の当たりでも隙があれば積極的な走塁で果敢に次の塁を狙い、三塁打が多い一方で二塁打も多かった（通算418本は歴代9位、右打者では山内一弘、坂本勇人に次いで歴代3位）。リーグ最多二塁打通算3回というセ・リーグタイ記録も持っている。
ホームスチールを6回試みて2回成功させている。その他、一塁走者として、後続打者の外野フライにより二塁を回った地点から帰塁する際、二塁を空過して一塁に帰るという三角ベース事件を、1960年・1964年・1968年の3回起こしている。その一方で敵チームの三角ベースも3回発見している。

## 人物

### 人柄・性格
長嶋は、ミスタータイガース（長嶋の憧れの野球選手である藤村富美男、及び長嶋のライバルである村山実の称号）に倣って、「ミスタージャイアンツ」という愛称が現役時代から広く使われている。現役引退後には、すでに巨人だけでなくプロ野球を象徴する存在であるとの意図から、巨人ファン以外の野球ファンからもその功績を讃えられて、「ミスタープロ野球」、あるいは単に「ミスター」とも呼ばれるのが一般的になっている。
また、チームメイト等からは、長嶋の長を音読みした「チョーさん」の愛称で親しまれている。この他、「ハリケーン」「燃える男」「皇室男」、高校時代は自身の出身地の郡名と、出身地近くの佐倉地区の名所の一つである印旛沼にちなんで「インバ」などの愛称もある。
自身の性格について長嶋は「セッカチですが、物事を放り出すことはありません。投げ出さずに一歩ずつコツコツ物事を続けるのは、習い性になっています。毎日少しでも物事を積み上げ、最後まであきらめない」と述べている。
座右の銘は「快打洗心」。飛田穂洲の「一球入魂、快打洗心」から拝借したもので、現役時代のサインにはこの言葉を添えることが多かったが、監督時代のサインには快打を取り「洗心」あるいは洗まで取り「心」という言葉を添えていた。
立教大学監督の砂押邦信から教えられたMLB流の「個性の重視」「お客さんに評価される自分の野球のスタイルを自分でつくること」という考え方に影響を受け、野球人生を通じて周りの人を喜ばせ、自分をどう表現するかを常に考え続けた。MLBのスーパースターであったジョー・ディマジオのファンであり、ディマジオのプレイスタイル、プロ意識から大いに影響を受けた。
好きな歴史上の人物は二宮尊徳（金次郎）で、長嶋家の庭には二宮金次郎の石像がある。長嶋は「豪雨被害のニュースを新聞で読み、テレビで見て、溜息交じりで庭に目をやると金次郎が目に入る。その姿に奮い立つのです」と語っている。

1961年10月3日付朝日新聞の「わたしが記者なら」というインタビュー記事に以下のような一節があり、物議を醸した。
| 「 | なんてったってボクら、保守党の方ですからね。社会党の天下になったら野球、野球っていってられるかどうか、分かりませんからねェ。（本気でそう思いこんでいるような調子）でも、これだけさかんになってれば、全然ダメになるってこともないですよ、ね? | 」 |

常人には計り知れない独特の感覚を持ち、それにまつわる逸話が数多く残っている。それらの話には信憑性が定かではないものも含まれる。
他人の名前の記憶が不安定（仲の良い人でも忘れることがある一方、一度会っただけの人は覚えていたりする）だったり、諺の誤用や二重表現などをよくしたりと初聞では何を言ってるのかわからないことが多々ある。ただし、会話自体よりボディ・ランゲージでコミュニケーションを取るタイプの人間でもある。そのため、誰が見てもわかってしまう、意味のないブロックサイン（有名なものにバントのブロックサインを出した際、最後にバントの構えをしていた）を出してしまうことが時折あった。1979年には対中日戦でナゴヤ球場に遠征した際、自身が出したサインがその日中部日本放送で解説を務めていた板東英二にことごとく見破られ放送中に指摘されたこともあった。
また、その独特の感覚は選手時代や日常生活のみならず、引退後においても遺憾なく発揮し、第1次監督退任後の評論家時代にスランプに陥り電話越しにアドバイスを求めた掛布雅之に対し、また第2次監督退任後にはニューヨーク・ヤンキースに移籍していた松井秀喜に対しては、国際電話越しにその場でバットで素振りさせ、素振りの音を電話越しに聞いて打撃指導をしたことが有り、両者とも引退後に印象に残ったエピソードにこの電話越しの指導を挙げている。
選手としての実力はもちろん、練習に対する姿勢も真摯であり、野村克也からも「長嶋と王の練習する姿勢は手本になる」と称された。
『朝日新聞』は「"親しみやすいアイドル"という点で、長嶋茂雄は新御三家の先駆けだった」と論じている。

### 家族・親族

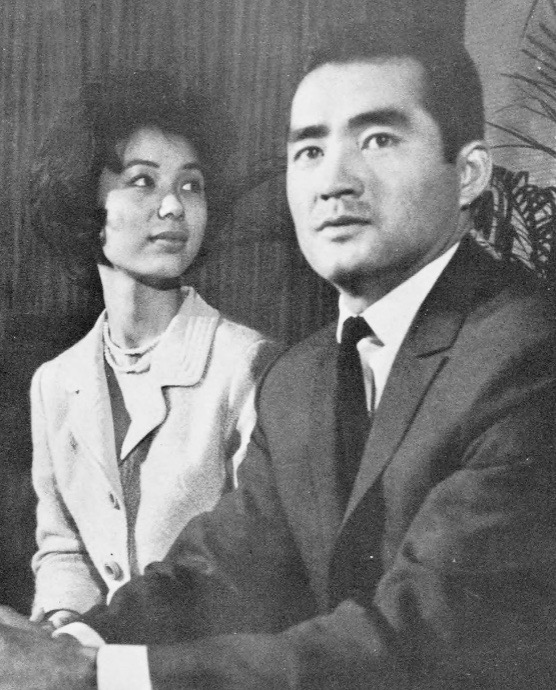
長嶋と西村亜希子。1964年11月26日の婚約発表会見にて。

生家は農家だった。父・利は臼井町の収入役や助役を務めていたが、1954年に急死。死因を心臓病とする文献と脳溢血とする文献がある。母・チヨは1994年7月9日に老衰で死去。
1964年10月、王貞治とともに報知新聞の特別記者として東京オリンピックを取材し、コンパニオンの女性達と対談をした際に、その中の一人西村亜希子と知り合い、同年11月26日に婚約を発表。翌1965年1月26日に結婚。後に2男2女をもうける。
長男・長嶋一茂はプロ野球選手からタレント、長女・有希はオフィスエヌの元役員、次女・長島三奈はスポーツキャスター、次男・長島正興は自動車レーサーから環境活動家。一茂によると、家族6人そろって旅行も食事もしたことはなく、それが長嶋家にとっては普通だったという。妻・亜希子は2007年9月18日に死去。
なお、公の場では、茂雄本人と亜希子・一茂は「長嶋」を、三奈・正興は「長島」表記を常用している。

### 交友関係
- 長嶋は自宅の他に数か所の不動産を所有（その管理が長嶋の個人事務所オフィスエヌの主要業務）している。政治家の間で「世田谷に住むと出世する」というゲン担ぎがあったことから、中曽根康弘が長嶋所有の世田谷区上北沢の家（現役時代、田園調布に引っ越す前に住んでいた家）を借りて、1980年初頭から2001年まで居住していた。中曽根の総理大臣指名の日の朝には、この家の玄関に中曽根と長嶋が並んで立つ姿がニュースに映された。
- 大学4年生の時に岐阜県立岐阜商業高等学校野球部へとコーチに行き、当時1年生だった高木守道を指導した。長嶋は高木に「センスはあるが、肩が弱い。二塁ならプロで通用する」と述べ[198]、監督に高木をレギュラーとして使うように薦め、その結果、高木はすぐにレギュラーを取りチームの中核となった[199]。後に長嶋と高木は10.8決戦で監督同士として対決した。
- 1学年上の石原裕次郎と、裕次郎の実兄石原慎太郎は共に親友であり、1962年1月には裕次郎と長嶋の2人で米国旅行している。その際、長嶋が機内で煙草を吸い始めて、スチュワーデスに「No Smoking!」と注意されるやいなや、自らの腕に吸殻を押し付けて消したという「事件」があり、裕次郎は度々ネタにしていた[注 38]。また、裕次郎らと副業で四谷にレストランを開業したことがある。なお、裕次郎は1959年には長嶋の応援歌「男の友情背番号・3」を発表している（2000年に「ミレニアム・バージョン」として再発）。
- 高倉健との親交は知られており、長男の一茂が箱根神社で結婚式を執り行った際、冠婚葬祭の場に滅多に現れないことで知られる高倉が出席したため、取材陣が驚いた一幕があった。また若かりし頃の高倉と長嶋は成田山新勝寺にて共に初詣を行っていたこともある[200]。1994年の俗に言う巨人中日の10.8決戦前夜、桑田真澄は長嶋の部屋に呼ばれ翌日の途中登板を告げられた。電話が鳴り、長嶋が「ケンちゃん」と呼ぶ人物との通話を終えると「ケンちゃんも応援してくれている。桑田も知ってるだろう？ケンちゃん」と言われた。桑田が「志村けんさんですか？」と問うと、長嶋は「高倉の健ちゃんだよ」と答えた。
- 高倉との交友は東日貿易の久保正雄社長を通じてのもので[201][202]、久保は自民党政権に太いパイプを持ち[201][203][204]、渡邉恒雄も一目置いたといわれる[203]フィクサーで[202][205][206]、1975年の張本勲の巨人移籍も久保の仲介によるもの[76]。
- 立教大学時代の同期生に野際陽子と高橋悦史がいる。
- 大学時代には北原怜子とも交流があった。
- ビリー・マーチンとも仲がよく、自著にはよく登場した。
- 長嶋の巨人入団後、最初のキャッチボール相手が野球選手時代のジャイアント馬場（馬場正平）であり、馬場とはそれ以来の親友であった。
- 著名な番記者に佐藤安弘（日刊スポーツ）、瀬古正春（報知新聞、後の作家：新宮正春）がいる。
- ニッポン放送OBの深澤弘は「取材者と選手の関係を超えた」大親友。引退試合開催2週間前の1974年10月1日に「オレの引退試合はアンタがしゃべってくれ」と自ら依頼し、『ショウアップナイター』はラジオ独占生中継を行った。深澤はその後も、落合博満の巨人入団にあたってフィクサーとして暗躍するなどした。
- 長嶋の第2次監督時代、長嶋の後援会「燦燦会」が設立されている。呼びかけ人は渡邉恒雄。会員は東京電力の平岩外四、アサヒビールの樋口廣太郎、ソニーの盛田昭夫ら。
- 1982年9月、バチカン市国にてローマ教皇に謁見。1988年3月にバチカン有功十字勲章を授与されている。現役時代からマスコミには出ない形で社会福祉活動に携わっていたことが評価されたもの。
- 新浦壽夫の三星ライオンズ入りの際に尽力し、三星のオーナーから珍島犬をプレゼントされた。輸入禁止品目だったが、超法規的措置がとられたと言われている。
- 安倍晋太郎と親交があった[207]。
- 2015年には自身が通うリハビリ施設で脳出血の後遺症治療のため同じく通院していた俳優の塩見三省と出会い、一緒にリハビリに取り組んだ[208][209]。
- 堀内恒夫夫妻の媒酌人でもある[210]。
- アメリカの男子元陸上競技選手であるカール・ルイスとは公私ともに親交があった。長嶋が日本テレビのリポーターを担当した世界陸上東京大会では、同大会に出場していたルイスに対して、「ヘイ、カール!」と気安く呼びかけたことが話題となった[211][212]。
- せんだみつおとは深澤弘からの紹介で出会い35年に及ぶ付き合いがありゴルフ仲間で毎年の誕生日会や文化勲章の受賞パーティーで司会を頼まれるなど親交が深かった[213]。・
- 里見治とは長嶋が憧れの存在でせんだの仲介で定期的に会食するようになり交友は半世紀近くに及んだ[214]。

### 趣味・嗜好
多趣味であり、立教大学4年の時には淀川長治が編集長の雑誌『映画の友』のインタビューを受けたことがある。そのインタビューでは「最近見た映画」として、エリア・カザン監督の『群衆の中の一つの顔』、ロベール・ブレッソン監督の『抵抗』などを挙げた。特に『抵抗』は心理描写に徹した異色作で「スポーツ選手がこんな映画を選ぶとは」と淀川を驚かせた。なお、映画の好みについては「甘ったるい映画は、ちょうどアウトコース低めにくるボールと同じで、僕は苦手なんですよ。性分にあわない」と語っていた。
その他の趣味には読書（現役時代は歴史小説や戦記小説、監督時代は管理学の本や確率論の本など）、絵画鑑賞（モディリアーニを好む）、将棋など。将棋に関しては中原誠から名誉三段の免状を授与されているほか、1995年にはフジテレビの特別番組の企画で羽生善治と対談した際に、羽生から名誉五段の免状を授与された。
渋谷に2003年まであった東急文化会館3階（現在は渋谷ヒカリエがある）には、長嶋茂雄が贔屓にする理容店・文化理髪室があった。当施設閉館後、文化理髪室は大田区北千束に移転。店名は変わらず、長嶋も変わらず来店している。
演歌や歌謡曲が好きだった。浪人時代に「長嶋茂雄を励ます会」が開催され長嶋のイメージから合唱団が童謡を中心に歌った。ところが、長嶋はマイクを掴むと「ねぇ、『王将』歌えないの?」と言い出し、合唱団が困惑して「出来ない」とこたえると更に「じゃあ『悲しい酒』は?」とリクエストした。

## エピソード

### 村山実とのライバル関係
1959年6月25日（木曜日）の天覧試合でサヨナラ本塁打を放った長嶋であるが、このときのサヨナラ本塁打を打たれたのが当時阪神の大卒新人であり、後に2代目ミスタータイガースと呼ばれることになる村山実であった。この天覧試合以降ふたりのライバル関係が始まったとされ、たびたびテレビなどのマスメディアでは「昭和の名勝負」などといわれることがある。
1966年6月8日、村山はあと4つと迫った通算1500奪三振に際し、「1500奪三振は長嶋さんから獲る」と宣言。一方、長嶋は試合前に「バントしてでも三振はしない」と報道陣に語った。村山は5回までに3つの三振を獲り、6回表に長嶋との対戦となった。長嶋は2ストライク1ボールのカウントから4球目のフォークボールを空振り、三振。2球目と4球目に計2回スイングしたが、どちらもフルスイングで、三振を喫した4球目のスイングではヘルメットが脱げた。長嶋は試合後、「あれは打てなくても仕方ない」と語り、予告を達成したライバルへ敬意を示した。村山はその後の1969年8月1日、通算2000奪三振も長嶋から奪っている。
2人は現役時代は口も利かなかったが、引退後には意気投合し、お互いに「チョーさん」「ムラさん」と呼び合う仲になった。村山の死後、長嶋は「彼（村山）は一球たりともアンフェアな球（ビーンボール）を投げなかった」と述懐している。

### サイン破りからサイン無しへ
いつ頃扱いが変わったのかは明らかにされていないが、1964年8月6日に起きた広岡達朗の試合途中帰宅事件（広岡の打席で長嶋がホームスチールを行い、それをサインプレーと勘違いした広岡が監督批判をした上に試合中にもかかわらずそのまま帰宅した事件）時以前には既に扱いが変わっていた。
広岡は後に自著『監督論』で、当時あのプレーはサインプレーだったと思い込んでいたこと、以前にも長嶋がホームスチールをしていて頭にきていたことなどを語り、長嶋の特別扱いの件にも触れている。

### 長嶋茂雄球場
1985年10月から日本トライアスロン連盟の会長を務め、毎年熊本県天草で開かれていたトライアスロンの国際大会のスターターを担当していた。その縁から大会のスタート地点である本渡市（現：天草市）にある市営広瀬公園野球場（1989年完成）を、1991年に「長嶋茂雄球場」に改称して長嶋の業績を称えることになった。
更に、国民栄誉賞の受賞を記念して、佐倉市が市営岩名野球場を「長嶋茂雄記念岩名球場」とすることを発表し、2013年7月、新球場名の銘板お披露目式と、市民栄誉賞の表彰式が同地にて盛大に行われた。2017年6月4日、リニューアルオープンした「長嶋茂雄記念岩名球場」で行われた二軍の巨人・ロッテ戦始球式に背番号3で登場。

### 長嶋ゲート
1980年に巨人軍監督を辞任したが選手時代の活躍を讃え、後楽園球場が閉場となる1987年まで3番ゲートは「長嶋ゲート」と称された。また閉場の際、選手時代に巨人軍の三塁手として活躍したことから同球場の三塁ベースも寄贈されている。東京ドームとなってこのゲートの名前は一旦無くなるも、1998年に開場10周年を記念して同球場で3番ゲートは「長嶋ゲート」として復活した。

### 長嶋語録
会話中に「いわゆる」「ひとつの」「ややもすると」などというフレーズが入ることが多い。あるトークショーで観客の子供に「いわゆる、ひとつの、は口癖なんですか？」と質問され、「あの、それはいわゆる僕のものまねをやってらっしゃる人達（プリティ長嶋、関根勤など）が、面白おかしく、ひとつのジョークとしてやっているわけで…」と否定しているつもりが口癖であると認めてしまった。
日本語と英語が不自然に混じった、あるいは英語にしなくてもいい部分まで英語にしてしまう「ミスターイングリッシュ」も有名（例：「失敗は成功のマザー」、鯖のことを「さかなへんにブルー」）。一説によれば、結婚後に家庭内で英語で会話していたからこのような話し方になったという。肉離れを表現した「ミートグッバイ」などの言葉もある。
感覚を重視するが故に「パアーッと」「ダアーッと」「パーン」「パッ」「サッ」「タッ」「ブワァー」「ヒュッ」「キュッ」「スパーン」「ブン」「シュン」「ガッといく」などの擬音を多用するため、理解できない選手も少なくないが、引退してから長嶋の指導の意味が理解出来たと話す選手もいる。
これらの長嶋の独特なキャラクターはものまねの対象になりやすく、多くのお笑い芸人が長嶋のものまねをレパートリーに加えている。特にプリティ長嶋は、長嶋に似ていたことがきっかけで芸能界入りした。
- 王の一本足打法を「フラミンゴ」と言う。
- 「松井君にはもっとオーロラを出してほしい」
- 「監督の言うことを聞いちゃだめじゃないか」
- 「目に入る範囲がストライクゾーン」[226]
- 名球会でオーストラリアに行き、日系企業の赤井電機が協賛していた野球チームを指導した。ユニフォームにチーム名が「AKAI」と書かれているが、長嶋は1選手に「きみAKAI君かぁ。君も赤井君かぁ?赤井君多いな」と言い、周囲から「あのAKAIというチームなんですけど」と教えられ、恥ずかしかった長嶋は「ん?高木（守道）代われ」と逃げ出した。
- 大久保博元は長嶋から「鯖という字は魚へんにブルー」と教えられた[227]。

また重言を多用したことでも知られる。代表的なものに
- 「疲労の疲れ」
- 「体力の力」
- 「秋の秋季キャンプ」
- 「状態の良い状態」
- 「お昼のランチタイム」
- 「大変身はイメージチェンジ」

### その他
- 1953年6月14日、佐倉第一高校は、船橋高校・市川高校と三つ巴による変則ダブルへッター型の練習試合を行っていた。第1試合の船橋戦に「4番ショート」で出場した長嶋は4失策を重ねた。これを見た佐倉第一の加藤哲夫監督は長嶋のコンバートを決め、第2試合の市川戦では長嶋を「4番サード」として出場させた。第2試合では初めて三塁を守った長嶋は好守共に精彩を取り戻し、以降三塁手として定着することになった[229]。
- 一茂が小学生の頃、神宮球場でのヤクルトスワローズ戦に連れて行ったが、試合後、連れてきた一茂を球場に置き去りにして帰ってしまい、帰宅後、妻に「一茂は?」聞かれ、「あ、忘れた」と気が付き、慌てて神宮球場に電話をしたところ、一茂は審判室に保護されていたというエピソードが有名だが、大久保博元が中畑清との対談で、一茂から「1回、2回じゃないよ。何回もあるよ」と、長嶋は球場に連れて行った一茂を何回も球場に置き去りにしていた[227]。
- 1995年のドラフト会議ではPL学園の福留孝介を中日や近鉄などと競合し、近鉄が交渉権を獲得した。その際、くじを当てた近鉄監督の佐々木恭介は「ヨッシャー！」と掛け声を出している。しかし、福留の意中の球団は中日であった。その翌朝のスポーツ紙に長嶋の談話が掲載された。それには「近鉄に入る、入らないかは福留くんの気持ち1つ」と書かれており、それを読んだ佐々木は長嶋に抗議の電話をしている。佐々木は福留と巨人は出来ていると思っていたためであった。これに長嶋は「私はそんな姑息なことをするような男に見えますか？」と返答している。その後、佐々木は翌春のオープン戦・巨人戦で長嶋に謝罪している。長嶋は「ありがとう。そんなこと、気にしなくていいよ。お互い監督としてプロ野球を盛り上げましょう！」と答えている[230]。
- 1998年の秋には日米野球が行われることとなり、長嶋が監督をすることとなった。そこで、長嶋は佐々木をコーチとして招聘しようとしたが1度断られてしまった。しかし長嶋は、「私が選んだんだから。佐々木くん、来なさい」というと、佐々木はコーチに就任した[230]。
- 2002年8月7日に「長女の三奈と写真を撮らせろ！いないのか！」などと言って家政婦を脅した刃物を持った男が自宅に乱入し、長嶋は着替えて来るから待っていてと、対応した。男は逃走してしまった[231]。
- 長嶋は、プロ野球を始め日本のスポーツ界の活性化に尽力してきたが、「長嶋ジャパンドリームプロジェクト」に賛同しているセガサミーグループから、同社が主催するセガサミーカップゴルフトーナメントの大会名誉会長就任の要請を受け、2007年から同大会を「長嶋茂雄Invitational セガサミーカップゴルフ大会」として行うことになった。長嶋は表彰式を始めとした期間中のイベントに毎年顔を出している。これまで日本の男子ゴルフ大会では中村寅吉をたたえた「日経カップ 中村寅吉メモリアル」があったが、ゴルファー以外の著名人の冠が大会名に入るのは、ツアー公認の公式戦では初めてとなった（ほかに後援競技⁼賞金加算対象外として「大橋巨泉ゴルフトーナメント」があった）。
- 成田空港問題を抱えていた地域に近い佐倉の出身である長嶋は、成田空港周辺で花と緑に囲まれた社会づくりを推進する「花と緑の農芸財団」の設立に協力した[232]。江本孟紀によれば、長嶋は単に名義を財団に貸しただけでなく、実際に新東京国際空港公団総裁の要請を受けて三里塚芝山連合空港反対同盟と空港公団の話し合いに何度も参加して反対派の重要人物との和解へ導いたという[233]。
- 第2次監督時代のとある試合で、ネクストバッターサークルに大久保選手が代打の準備をしている際に、長嶋が「代打大久保」を間違えて「代打元木」と審判に伝えてしまう。大急ぎで出て行った元木選手はその試合の決勝適時打を放つ活躍をした。しかし、長嶋は試合後のインタビューで「広沢よく打ったねー」と関係のない広沢選手に感心した。このエピソードが元で、大久保が理不尽に交代させられる捕手役で出演する金鳥の「ゴキブリキャッチャー」のCMが発案された。
- 1996年の春季キャンプ中の2月20日、にTVカメラが回っている中でブルペンの一角に報道陣が集まり、赤いちゃんちゃんこを着て還暦祝いを行ったが、この時「初めて還暦を迎えたわけで…」と迷言を残した[234]。
- 2015年、伊豆の国市に、「読売巨人軍長嶋茂雄ロード」と「読売巨人軍長嶋茂雄ランニングロード」が誕生する[235]。
- 山口県周南市に存在する人間魚雷回天の資料などを展示する『回天記念館』の敷地内には、長嶋茂雄が揮毫した英霊鎮魂の碑が建立されている[236]。
- 2016年12月、出身地である佐倉市臼井に、長嶋と雷電爲右エ門（夫人が佐倉市出身）を題材にしたねぶたがお披露目された[237]。このねぶたは、毎年8月に佐倉市臼井で行われる「臼井ふるさとにぎわい祭り」に、柏ねぶたと共に運行される。
- 巨人の選手では、堀内恒夫・篠塚和典・元木大介の仲人を務めている[238]。
- 長嶋をモチーフにした楽曲「栄光の男」を発表した桑田佳祐（サザンオールスターズ）を始めとして[239]、大友康平・大和田伸也・大瀧詠一・ビートたけし・田母神俊雄・テリー伊藤・水谷豊・関根勤・松本潤など長嶋を敬愛する著名人も多い。
- 現役を引退した当日、長嶋家はいつもと変わらぬ1日であったという[199]。妻・亜希子へは球場に来るよう誘ったが、亜希子は「取り乱すから」との理由で断った。また、長男・一茂（当時8歳）は引退試合のこと自体を知らず、試合を一切見ていない。当初長嶋は一茂に引退のことは告げずに始球式担当を持ちかけたが、事情を何も知らない一茂は「始球式でストライクが入らなかったら恥ずかしい」との理由で拒否した。当日の引退セレモニーの時間に一茂は歯科医にかかっていて、そこの女性歯科衛生士から初めて長嶋の引退を知らされたという[240][199]。
- 野村克也からは長年にわたって監督としての力量を批判されることが多く、野村は、長嶋は監督の器ではないと晩年にも発言している[241]。一方で、選手としての長嶋は一流と評価していた。
- 現役時代のプレースタイルについてデータ軽視の「カンピュータ野球」と評されることもあるが、元広島東洋カープの山本一義によれば、対戦相手の配球データをノートにまとめたものを確認してから試合に臨むのが長嶋のルーティーンだった[242][注 39]。第2次政権時にスコアラーとして仕えた三井康浩も、長嶋が球場入りすると「まず監督室にスコアラーを呼び、30 - 40分ほど先発の予想と対策について話をした」「（長嶋も）独自にデータを集めていて、質問に答えられないと『お前そんなことも調べてないの？』となじられた」と証言している[243]。
- スイカを三角にカットして上の部分だけ食べる。バナナを一口食べてゴミ箱に捨てるなどのかなりの偏食家であった[244]。
- 1988年ソウルオリンピックでTVレポーターを務めたが、同大会の競泳100メートル背泳ぎで、オリンピック競泳競技日本人選手16年ぶりの金メダルを獲得した直後の鈴木大地を取材しようと、厳しい警備をどうかいくぐったのか、関係者以外入室厳禁のドーピング検査室を訪問、鈴木は不正を疑われ危うくメダル剥奪されるところだったという[245]。
- 長嶋がジャイアンツの監督の時代に行われたオールスターゲームの時、ベンチに中村武志、谷繁元信、長嶋が並んで座っていた。そこで中村が谷繁に「おい、シゲ」と声をかけたところ、長嶋は中村の方を向き、「なんだ、タケシどうした？」と自分が呼ばれたと思って反応し、谷繁が大笑いした[246]。
- 長嶋はずっと金村義明を「カナモリくん」と呼んでいた。それについて金村は、「カネムラですって言えないし、もうカナモリでいいやって思った」といっている[247]。

## 詳細情報

### 年度別打撃成績
| 年 度      | 球 団      | 試 合 | 打 席 | 打 数 | 得 点 | 安 打 | 二 塁 打 | 三 塁 打 | 本 塁 打 | 塁 打 | 打 点 | 盗 塁 | 盗 塁 死 | 犠 打 | 犠 飛 | 四 球 | 敬 遠 | 死 球 | 三 振 | 併 殺 打 | 打 率 | 出 塁 率 | 長 打 率 | O P S |
| ---------- | ---------- | ----- | ----- | ----- | ----- | ----- | -------- | -------- | -------- | ----- | ----- | ----- | -------- | ----- | ----- | ----- | ----- | ----- | ----- | -------- | ----- | -------- | -------- | ----- |
| 1958       | 巨人       | 130   | 550   | 502   | 89    | 153   | 34       | 8        | 29       | 290   | 92    | 37    | 10       | 1     | 6     | 36    | 15    | 5     | 53    | 3        | .305  | .353     | .578     | .931  |
| 1959       | 巨人       | 124   | 526   | 449   | 88    | 150   | 32       | 6        | 27       | 275   | 82    | 21    | 6        | 0     | 3     | 70    | 17    | 4     | 40    | 9        | .334  | .426     | .612     | 1.038 |
| 1960       | 巨人       | 126   | 524   | 452   | 71    | 151   | 22       | 12       | 16       | 245   | 64    | 31    | 12       | 0     | 2     | 70    | 32    | 0     | 28    | 8        | .334  | .422     | .542     | .964  |
| 1961       | 巨人       | 130   | 543   | 448   | 84    | 158   | 32       | 9        | 28       | 292   | 86    | 14    | 11       | 1     | 5     | 88    | 35    | 1     | 34    | 14       | .353  | .456     | .652     | 1.108 |
| 1962       | 巨人       | 134   | 584   | 525   | 69    | 151   | 38       | 5        | 25       | 274   | 80    | 18    | 7        | 0     | 3     | 51    | 7     | 5     | 61    | 14       | .288  | .354     | .522     | .876  |
| 1963       | 巨人       | 134   | 577   | 478   | 99    | 163   | 28       | 6        | 37       | 314   | 112   | 16    | 3        | 0     | 10    | 86    | 18    | 3     | 30    | 14       | .341  | .437     | .657     | 1.094 |
| 1964       | 巨人       | 133   | 566   | 459   | 81    | 144   | 19       | 6        | 31       | 268   | 90    | 13    | 2        | 0     | 6     | 96    | 15    | 5     | 34    | 8        | .314  | .433     | .584     | 1.017 |
| 1965       | 巨人       | 131   | 560   | 503   | 70    | 151   | 23       | 5        | 17       | 235   | 80    | 2     | 6        | 0     | 5     | 50    | 12    | 2     | 42    | 16       | .300  | .363     | .467     | .830  |
| 1966       | 巨人       | 128   | 543   | 474   | 83    | 163   | 31       | 3        | 26       | 278   | 105   | 14    | 7        | 0     | 8     | 58    | 14    | 3     | 39    | 17       | .344  | .413     | .586     | .999  |
| 1967       | 巨人       | 122   | 515   | 474   | 65    | 134   | 25       | 3        | 19       | 222   | 77    | 2     | 3        | 0     | 3     | 37    | 4     | 1     | 37    | 24       | .283  | .334     | .468     | .802  |
| 1968       | 巨人       | 131   | 569   | 494   | 80    | 157   | 21       | 4        | 39       | 303   | 125   | 8     | 3        | 1     | 5     | 66    | 12    | 3     | 74    | 19       | .318  | .398     | .613     | 1.011 |
| 1969       | 巨人       | 126   | 546   | 502   | 71    | 156   | 23       | 2        | 32       | 279   | 115   | 1     | 1        | 0     | 4     | 38    | 1     | 2     | 58    | 15       | .311  | .359     | .556     | .915  |
| 1970       | 巨人       | 127   | 525   | 476   | 56    | 128   | 22       | 2        | 22       | 220   | 105   | 1     | 2        | 0     | 9     | 40    | 1     | 0     | 52    | 15       | .269  | .320     | .462     | .782  |
| 1971       | 巨人       | 130   | 547   | 485   | 84    | 155   | 21       | 2        | 34       | 282   | 86    | 4     | 3        | 0     | 1     | 59    | 8     | 2     | 45    | 20       | .320  | .395     | .581     | .976  |
| 1972       | 巨人       | 125   | 520   | 448   | 64    | 119   | 17       | 0        | 27       | 217   | 92    | 3     | 2        | 0     | 8     | 63    | 11    | 1     | 34    | 23       | .266  | .352     | .484     | .836  |
| 1973       | 巨人       | 127   | 530   | 483   | 60    | 130   | 14       | 0        | 20       | 204   | 76    | 3     | 2        | 1     | 8     | 37    | 3     | 1     | 35    | 20       | .269  | .318     | .422     | .740  |
| 1974       | 巨人       | 128   | 476   | 442   | 56    | 108   | 16       | 1        | 15       | 171   | 55    | 2     | 1        | 1     | 4     | 24    | 0     | 5     | 33    | 18       | .244  | .288     | .387     | .675  |
| 通算：17年 | 通算：17年 | 2186  | 9201  | 8094  | 1270  | 2471  | 418      | 74       | 444      | 4369  | 1522  | 190   | 81       | 5     | 90    | 969   | 205   | 43    | 729   | 257      | .305  | .379     | .540     | .919  |

- 各年度の太字はリーグ最高

### 年度別打撃成績所属リーグ内順位
| 年 度 | 年 齢 | リ ｜ グ   | 打 率 | 安 打 | 二 塁 打 | 三 塁 打 | 本 塁 打 | 打 点 | 盗 塁 | 出 塁 率 |
| ----- | ----- | ---------- | ----- | ----- | -------- | -------- | -------- | ----- | ----- | -------- |
| 1958  | 22    | セ・リーグ | 2位   | 1位   | 1位      | 2位      | 1位      | 1位   | 2位   | 5位      |
| 1959  | 23    | セ・リーグ | 1位   | 1位   | 2位      | 11位     | 3位      | 4位   | 7位   | 1位      |
| 1960  | 24    | セ・リーグ | 1位   | 1位   | 8位      | 1位      | 7位      | 6位   | 2位   | 1位      |
| 1961  | 25    | セ・リーグ | 1位   | 1位   | 1位      | 2位      | 1位      | 2位   | 8位   | 1位      |
| 1962  | 26    | セ・リーグ | 5位   | 1位   | 1位      | 3位      | 2位      | 2位   | 3位   | 6位      |
| 1963  | 27    | セ・リーグ | 1位   | 1位   | 2位      | 1位      | 2位      | 1位   | 9位   | 2位      |
| 1964  | 28    | セ・リーグ | 4位   | 6位   | 19位     | 4位      | 3位      | 4位   | 12位  | 2位      |
| 1965  | 29    | セ・リーグ | 5位   | 2位   | 4位      | 3位      | 8位      | 2位   | -     | 4位      |
| 1966  | 30    | セ・リーグ | 1位   | 1位   | 2位      | 10位     | 2位      | 2位   | 7位   | 2位      |
| 1967  | 31    | セ・リーグ | 12位  | 6位   | 6位      | 11位     | 9位      | 6位   | -     | 14位     |
| 1968  | 32    | セ・リーグ | 2位   | 1位   | 13位     | 10位     | 3位      | 1位   | 16位  | 2位      |
| 1969  | 33    | セ・リーグ | 3位   | 1位   | 5位      | 11位     | 4位      | 1位   | -     | 5位      |
| 1970  | 34    | セ・リーグ | 10位  | 5位   | 6位      | 15位     | 5位      | 1位   | -     | 12位     |
| 1971  | 35    | セ・リーグ | 1位   | 1位   | 4位      | 15位     | 2位      | 2位   | -     | 2位      |
| 1972  | 36    | セ・リーグ | -     | 16位  | 19位     | -        | 4位      | 3位   | -     | 11位     |
| 1973  | 37    | セ・リーグ | 13位  | 9位   | 20位     | -        | 6位      | 4位   | -     | 19位     |
| 1974  | 38    | セ・リーグ | -     | -     | 18位     | -        | 18位     | 14位  | -     | -        |

- -は20位未満
- 太字年度は規定打席到達年度、年度背景色金色は最優秀選手賞（MVP）受賞年度

### オールスター通算打撃成績
| 試 合 | 打 数 | 得 点 | 安 打 | 二 塁 打 | 三 塁 打 | 本 塁 打 | 塁 打 | 打 点 | 盗 塁 | 盗 塁 死 | 犠 打 | 犠 飛 | 四 球 | 敬 遠 | 死 球 | 三 振 | 併 殺 打 | 打 率 |
| ----- | ----- | ----- | ----- | -------- | -------- | -------- | ----- | ----- | ----- | -------- | ----- | ----- | ----- | ----- | ----- | ----- | -------- | ----- |
| 43    | 150   | 21    | 47    | 10       | 0        | 7        | 78    | 21    | 8     | 3        | 0     | 1     | 17    | 0     | 0     | 13    | 6        | .313  |

### 日本シリーズ通算打撃成績
| 試 合 | 打 数 | 得 点 | 安 打 | 二 塁 打 | 三 塁 打 | 本 塁 打 | 塁 打 | 打 点 | 盗 塁 | 盗 塁 死 | 犠 打 | 犠 飛 | 四 球 | 敬 遠 | 死 球 | 三 振 | 併 殺 打 | 打 率 |
| ----- | ----- | ----- | ----- | -------- | -------- | -------- | ----- | ----- | ----- | -------- | ----- | ----- | ----- | ----- | ----- | ----- | -------- | ----- |
| 68    | 265   | 49    | 91    | 14       | 2        | 25       | 184   | 66    | 3     | 6        | 0     | 3     | 27    | 1     | 1     | 21    | 5        | .343  |

### 年度別守備成績
| 年 度 | 球 団 | 三塁  | 三塁  | 三塁  | 三塁  | 三塁  | 三塁     | 遊撃  | 遊撃  | 遊撃  | 遊撃  | 遊撃  | 遊撃     | 外野  | 外野  | 外野  | 外野  | 外野  | 外野     |
| 年 度 | 球 団 | 試 合 | 刺 殺 | 補 殺 | 失 策 | 併 殺 | 守 備 率 | 試 合 | 刺 殺 | 補 殺 | 失 策 | 併 殺 | 守 備 率 | 試 合 | 刺 殺 | 補 殺 | 失 策 | 併 殺 | 守 備 率 |
| ----- | ----- | ----- | ----- | ----- | ----- | ----- | -------- | ----- | ----- | ----- | ----- | ----- | -------- | ----- | ----- | ----- | ----- | ----- | -------- |
| 1958  | 巨人  | 130   | 129   | 385   | 25    | 31    | .954     | -     | -     | -     | -     | -     | -        | -     | -     | -     | -     | -     | -        |
| 1959  | 巨人  | 123   | 103   | 370   | 15    | 25    | .969     | -     | -     | -     | -     | -     | -        | -     | -     | -     | -     | -     | -        |
| 1960  | 巨人  | 123   | 92    | 362   | 19    | 30    | .960     | 10    | 14    | 24    | 2     | 4     | .950     | -     | -     | -     | -     | -     | -        |
| 1961  | 巨人  | 129   | 125   | 369   | 16    | 30    | .969     | 8     | 12    | 17    | 1     | 4     | .967     | -     | -     | -     | -     | -     | -        |
| 1962  | 巨人  | 134   | 120   | 341   | 15    | 29    | .968     | -     | -     | -     | -     | -     | -        | 1     | 0     | 0     | 0     | 0     | .---     |
| 1963  | 巨人  | 132   | 114   | 374   | 13    | 33    | .974     | -     | -     | -     | -     | -     | -        | -     | -     | -     | -     | -     | -        |
| 1964  | 巨人  | 133   | 118   | 385   | 16    | 30    | .969     | -     | -     | -     | -     | -     | -        | -     | -     | -     | -     | -     | -        |
| 1965  | 巨人  | 131   | 117   | 317   | 14    | 24    | .969     | -     | -     | -     | -     | -     | -        | -     | -     | -     | -     | -     | -        |
| 1966  | 巨人  | 127   | 109   | 314   | 14    | 20    | .968     | -     | -     | -     | -     | -     | -        | -     | -     | -     | -     | -     | -        |
| 1967  | 巨人  | 121   | 88    | 274   | 13    | 29    | .965     | -     | -     | -     | -     | -     | -        | -     | -     | -     | -     | -     | -        |
| 1968  | 巨人  | 131   | 111   | 285   | 19    | 31    | .954     | -     | -     | -     | -     | -     | -        | -     | -     | -     | -     | -     | -        |
| 1969  | 巨人  | 126   | 109   | 305   | 12    | 22    | .972     | -     | -     | -     | -     | -     | -        | -     | -     | -     | -     | -     | -        |
| 1970  | 巨人  | 127   | 88    | 256   | 19    | 8     | .948     | -     | -     | -     | -     | -     | -        | -     | -     | -     | -     | -     | -        |
| 1971  | 巨人  | 129   | 79    | 262   | 14    | 21    | .961     | -     | -     | -     | -     | -     | -        | -     | -     | -     | -     | -     | -        |
| 1972  | 巨人  | 124   | 103   | 237   | 10    | 28    | .971     | -     | -     | -     | -     | -     | -        | -     | -     | -     | -     | -     | -        |
| 1973  | 巨人  | 127   | 96    | 279   | 12    | 25    | .969     | -     | -     | -     | -     | -     | -        | -     | -     | -     | -     | -     | -        |
| 1974  | 巨人  | 125   | 66    | 210   | 15    | 18    | .948     | -     | -     | -     | -     | -     | -        | -     | -     | -     | -     | -     | -        |
| 通算  | 通算  | 2172  | 1767  | 5325  | 261   | 434   | .965     | 18    | 26    | 41    | 3     | 8     | .957     | 1     | 0     | 0     | 0     | 0     | .---     |

- 各年度の太字はリーグ最高、赤太字はNPBの三塁手における歴代最高
- 太字年はダイヤモンドグラブ賞の受賞

### 年度別監督成績
| 年 度      | 球 団      | 順 位      | 試 合 | 勝 利 | 敗 戦 | 引 分 | 勝 率 | ゲ ｜ ム 差             | 本 塁 打                | 打 率                   | 防 御 率                | 年 齡                   |
| ---------- | ---------- | ---------- | ----- | ----- | ----- | ----- | ----- | ----------------------- | ----------------------- | ----------------------- | ----------------------- | ----------------------- |
| 1975       | 巨人       | 6位        | 130   | 47    | 76    | 7     | .382  | 27                      | 117                     | .236                    | 3.53                    | 39歳                    |
| 1976       | 巨人       | 1位        | 130   | 76    | 45    | 9     | .628  | -                       | 167                     | .280                    | 3.58                    | 40歳                    |
| 1977       | 巨人       | 1位        | 130   | 80    | 46    | 4     | .635  | -                       | 181                     | .280                    | 3.48                    | 41歳                    |
| 1978       | 巨人       | 2位        | 130   | 65    | 49    | 16    | .570  | 3                       | 136                     | .270                    | 3.61                    | 42歳                    |
| 1979       | 巨人       | 5位        | 130   | 58    | 62    | 10    | .483  | 10.5                    | 154                     | .259                    | 3.85                    | 43歳                    |
| 1980       | 巨人       | 3位        | 130   | 61    | 60    | 9     | .504  | 14                      | 153                     | .243                    | 2.95                    | 44歳                    |
| 1993       | 巨人       | 3位        | 131   | 64    | 66    | 1     | .492  | 16                      | 105                     | .238                    | 3.22                    | 57歳                    |
| 1994       | 巨人       | 1位        | 130   | 70    | 60    | 0     | .538  | -                       | 122                     | .258                    | 3.41                    | 58歳                    |
| 1995       | 巨人       | 3位        | 131   | 72    | 58    | 1     | .554  | 10                      | 139                     | .252                    | 3.40                    | 59歳                    |
| 1996       | 巨人       | 1位        | 130   | 77    | 53    | 0     | .592  | -                       | 147                     | .253                    | 3.47                    | 60歳                    |
| 1997       | 巨人       | 4位        | 135   | 63    | 72    | 0     | .467  | 20                      | 150                     | .251                    | 3.69                    | 61歳                    |
| 1998       | 巨人       | 3位        | 135   | 73    | 62    | 0     | .541  | 6                       | 148                     | .267                    | 3.74                    | 62歳                    |
| 1999       | 巨人       | 2位        | 135   | 75    | 60    | 0     | .556  | 6                       | 182                     | .265                    | 3.84                    | 63歳                    |
| 2000       | 巨人       | 1位        | 135   | 78    | 57    | 0     | .578  | -                       | 203                     | .263                    | 3.34                    | 64歳                    |
| 2001       | 巨人       | 2位        | 140   | 75    | 63    | 2     | .543  | 3                       | 196                     | .271                    | 4.45                    | 65歳                    |
| 通算：15年 | 通算：15年 | 通算：15年 | 1982  | 1034  | 889   | 59    | .538  | Aクラス12回、Bクラス3回 | Aクラス12回、Bクラス3回 | Aクラス12回、Bクラス3回 | Aクラス12回、Bクラス3回 | Aクラス12回、Bクラス3回 |

※1 太字は日本一
※2 1975年から1996年までは130試合制
※3 1997年から2000年までは135試合制
※4 2001年から2004年までは140試合制

### タイトル
- 首位打者：6回（1959年 - 1961年、1963年、1966年、1971年）※6回は右打者記録、セ・リーグ記録。3年連続は右打者タイ記録、セ・リーグタイ記録。
- 本塁打王：2回（1958年、1961年）
- 打点王：5回（1958年、1963年、1968年 - 1970年）※セ・リーグ右打者記録
- 最多出塁数：3回（1959年 - 1961年）
- 最多安打：10回（1958年 - 1963年、1966年、1968年 - 1969年、1971年）※6年連続・通算10回は共に日本記録。当時連盟表彰なし。

### 表彰・栄典
- 最優秀選手：5回（1961年、1963年、1966年、1968年、1971年）※歴代2位タイ、右打者最多タイ
- 新人王（1958年） ※本塁打王との同時受賞は史上初、ただし翌年に桑田武も達成（史上二人のみ）。打点王との同時受賞は史上唯一
- ベストナイン：17回（1958年 - 1974年）※入団から引退まで現役全シーズンのベストナイン受賞は史上唯一。
- ダイヤモンドグラブ賞：2回（1972年、1973年）※セ・リーグ三塁手の初代受賞者。[248]
- 野球殿堂競技者表彰（1988年）
- 日本シリーズMVP：4回（1963年、1965年、1969年、1970年）※歴代1位。
- 日本シリーズ優秀選手賞：2回（1966年、1972年）
- 日本シリーズ打撃賞：2回（1969年、1970年）
- 日本プロスポーツ大賞（1971年）
- 正力松太郎賞（1994年）※監督として表彰
- ベストドレッサー賞特別賞（1976年）
- ベスト・ファーザー イエローリボン賞（1983年）
- 東京スポーツ映画大賞監督賞（1992年）
- ナンバーMVP賞（1994年）
- 毎日スポーツ人賞
  - ファン賞（1994年）
  - グランプリ（2001年）
- 都民文化栄誉賞（1994年）[249]
- 新語・流行語大賞 年間大賞（1996年、「メークドラマ」）
- 世界の名士録（1996年）
- 報知プロスポーツ大賞特別功労賞：2回（2000年、2001年）
- 朝日スポーツ賞（2001年）
- 宮崎市名誉市民（2002年）
- 佐倉市名誉市民顕彰（2002年）
- 文化功労者（2005年）
- ビートたけしのエンターテインメント賞50周年特別賞（2009年）
- キューバ友好勲章（2012年
- ビッグスポーツ賞特別功労賞（2013年）
- 千葉県県民栄誉賞（2013年）
- 佐倉市市民栄誉賞（2013年）[250]
- 国民栄誉賞（2013年）
- 名誉都民（2014年）[251]
- 文化勲章（2021年）[5]
- 従三位（2025年）[168][2]

### 記録

#### 初記録
- 初出場・初先発出場：1958年4月5日、対国鉄スワローズ1回戦（後楽園球場）、3番・三塁手で先発出場
- 初安打：1958年4月6日、対国鉄スワローズ3回戦（後楽園球場）、4回裏に三林清二から中越二塁打
- 初打点：1958年4月9日、対大洋ホエールズ2回戦（後楽園球場）、8回裏に秋山登から右中間へ2点適時二塁打
- 初本塁打：1958年4月10日、対大洋ホエールズ3回戦（後楽園球場）、3回裏に権藤正利から左越2ラン

##### 節目の記録
- 100本塁打：1961年10月6日、対国鉄スワローズ26回戦（明治神宮野球場）、9回表に巽一から左越ソロ ※史上23人目
- 150本塁打：1963年8月4日、対大洋ホエールズ18回戦（川崎球場）、3回表に鈴木隆から左越先制ソロ ※史上15人目
- 1000安打：1964年6月20日、対国鉄スワローズ18回戦（後楽園球場）、4回裏に佐藤進から右前安打 ※史上50人目
- 200本塁打：1965年5月31日、対中日ドラゴンズ8回戦（中日スタヂアム）、1回表に中山俊丈から左中間へ先制2ラン ※史上11人目
- 1000試合出場：1965年8月18日、対中日ドラゴンズ20回戦（中日スタヂアム）、3番・三塁手で先発出場 ※史上102人目
- 250本塁打：1967年8月14日、対サンケイアトムズ19回戦（後楽園球場）、1回裏に渋谷誠司から左越先制決勝3ラン ※史上6人目
- 1500安打：1967年9月17日、対サンケイアトムズ25回戦（後楽園球場）、6回裏に石戸四六から右中間へ2点適時三塁打 ※史上20人目
- 300二塁打：1968年8月14日、対阪神タイガース18回戦（後楽園球場）、6回裏にジーン・バッキーから右中間二塁打 ※史上7人目
- 3000塁打：1969年4月27日、対広島東洋カープ2回戦（広島市民球場）、7回表に大羽進から右中間二塁打 ※史上6人目
- 1000打点：1969年5月4日、対大洋ホエールズ5回戦（後楽園球場）、9回裏に平松政次から右越同点犠飛 ※史上6人目
- 300本塁打：1969年5月22日、対サンケイアトムズ9回戦（明治神宮野球場）、1回表に藤原真から右中間ソロ ※史上4人目
- 1500試合出場：1969年8月17日、対大洋ホエールズ16回戦（後楽園球場）、4番・三塁手で先発出場 ※史上29人目
- 1000得点：1970年10月6日、対広島東洋カープ21回戦（広島市民球場）、7回表に土井正三の中前決勝適時打で生還 ※史上8人目
- 350二塁打：1970年10月18日、対広島東洋カープ25回戦（後楽園球場）、7回裏に外木場義郎から左中間二塁打 ※史上5人目
- 3500塁打：1971年4月11日、対広島東洋カープ2回戦（後楽園球場）、3回裏に外木場義郎から左前安打 ※史上4人目
- 350本塁打：1971年4月14日、対中日ドラゴンズ3回戦（中日スタヂアム）、9回表に土屋紘から左越ソロ ※史上3人目
- 2000安打：1971年5月25日、対ヤクルトアトムズ9回戦（明治神宮野球場）、8回表に浅野啓司から左前安打 ※史上5人目
- 400本塁打：1972年6月22日、対中日ドラゴンズ15回戦（中日スタヂアム）、8回表に若生和也から左越2ラン ※史上3人目
- 4000塁打：1973年4月17日、対広島東洋カープ1回戦（広島市民球場）、2回表に白石静生から左中間フェンス直撃二塁打 ※史上3人目
- 400二塁打：1973年9月8日、対大洋ホエールズ22回戦（川崎球場）、4回表に山下律夫から左中間二塁打 ※史上4人目
- 2000試合出場：1973年9月16日、対中日ドラゴンズ17回戦（後楽園球場）、4番・三塁手で先発出場 ※史上6人目
- 1500打点：1974年8月6日、対中日ドラゴンズ14回戦（中日スタヂアム）、5回表に渋谷幸春から右前2点適時打 ※史上3人目

#### レギュラーシーズン
- シーズン打率3割以上：11回（1958年 - 1961年、1963年 - 1966年、1968年、1969年、1971年）※歴代5位タイ、右打者歴代1位タイ
- シーズン150安打以上：11回（1958年 - 1963年、1965年、1966年、1968年、1969年、1971年）※日本記録
- 打率ベストテン入り：13回（1958年 - 1966年、1968年 - 1971年）※歴代4位、右打者歴代1位
- シーズン二塁打数リーグ1位：3回（1958年、1961年、1962年）※セ・リーグタイ記録
- シーズン塁打数リーグ1位：4年連続6回（1958年 - 1961年、1963年、1971年）※ともに歴代2位、デビューから4年連続は史上最長
- シーズン20本塁打到達スピード：42試合（1968年）※歴代4位、2001年にアレックス・カブレラ（38試合）に更新されるまでは歴代1位
- 6年連続シーズン150安打以上（1958年 - 1963年）※歴代4位タイ、2003年に松井稼頭央に更新されるまでは歴代1位
- 17年連続シーズン100安打以上（1958年 - 1974年）※歴代4位タイ、右打者歴代1位タイ。入団1年目からの記録としてはセ・リーグ記録（歴代では張本勲に次いで2位）
- 2年連続シーズン30敬遠以上（1960年 - 1961年）※日本タイ記録
- 6試合連続敬遠：2回（1958年9月7日 - 9月15日、1961年8月16日 - 8月22日）※日本記録
- 4試合連続三塁打（1960年5月8日 - 5月14日）※日本記録タイ
- シーズン守備機会連続無失策：214（1969年7月17日 - 10月9日）※三塁手当時の日本記録
- 5年連続開幕戦本塁打（1970年 - 1974年）※日本記録
- 通算開幕戦本塁打：10本（1959年、1960年、1963年2本、1968年、1970年 - 1974年） ※日本記録[252]
- 通算サヨナラ安打：14本 ※歴代4位タイ、セ・リーグ右打者記録
- 通算サヨナラ本塁打：7本（1959年、1961年、1962年、1963年、1966年2本、1973年）※歴代6位タイ、セ・リーグ右打者記録
- 通算猛打賞：186回 ※セ・リーグ記録
- 通算2000本安打到達スピード：1708試合（1971年5月25日）※歴代3位、右打者歴代2位
- 最高長打率：4年連続5回 ※ともに王貞治に次ぐセ・リーグ2位、新人から3年以上連続は史上最長
- 首位打者、最高出塁率、最高長打率を同時獲得：3年連続（1959 - 1961年） ※王と並ぶ最長タイ記録

#### その他の記録
- 同一球場で1000安打（後楽園球場）
- 同一球場で200二塁打（後楽園球場）※史上初

#### 日本シリーズ
- 通算試合出場：68（1958年、1959年、1961年、1963年、1965年 - 1972年）※歴代5位
- 通算打率：.343（265打数91安打）※100打数以上では歴代2位、160打数以上では歴代1位
- 通算打数：265 ※歴代1位
- 通算得点：49 ※歴代2位
- 通算安打：91 ※歴代1位
- 通算二塁打：14 ※歴代1位
- 通算三塁打：2 ※歴代5位タイ
- 通算本塁打：25 ※歴代2位
- 通算塁打：184 ※歴代1位
- 通算長打：41 ※歴代1位
- 通算打点：66 ※歴代1位
- 通算四球：27 ※歴代5位
- シリーズ打率4割以上：4回（1966年、1968年 - 1970年）※シリーズ記録
- シリーズ4本塁打（1969年、1970年）※シリーズタイ記録。1970年は5試合シリーズ記録。2回記録したのは長嶋と城島健司（2000年、2003年）のみ
- 連続打席本塁打：3（1970年）※シリーズ記録

#### オールスターゲーム
- 出場：16回（1958年 - 1963年、1965年 - 1974年） ※1964年にもファン投票で選出されるも負傷により出場を辞退
- プロ入りから引退まで現役17年連続ファン投票1位
- 通算打率：.313（150打数47安打） ※100打数以上では歴代5位、130打数以上では歴代1位
- 通算安打：47 ※歴代2位タイ
- 通算二塁打：10 ※歴代2位
- 通算四球：17 ※歴代2位
- 通算盗塁：8 ※歴代3位

#### 皇室観戦試合
- 通算打率：.514（35打数18安打） ※歴代1位
- 通算本塁打：7 ※歴代1位

#### 総合
- 公式戦、日本シリーズ、オールスターの全てで通算打率3割以上 ※史上唯一

### 背番号
- 3（1958年 - 1974年、2000年 - 2001年）【永久欠番】
- 90（1975年 - 1980年）
- 33（1993年 - 1999年）

## 著作
- 『燃えた、打った、走った！』（新版・中公文庫 BIBLIO20世紀、2001年12月） ISBN 4-122-03953-3
  - 『燃えた、打った、走った！』（改訂版・中央公論新社、2020年9月） ISBN 4-12-005338-5
  - 『燃えた、打った、走った！』（日本図書センター「人間の記録」、1997年）ISBN 4-8205-4281-8。初版（講談社、1974年）の復刻
- 『ネバーギブアップ : キューバの太陽カリブの海に誓う』集英社、1981年4月7日。
- 『長島茂雄のトランジットタイム : はじめてのエッセイ 旅と野球と充電の3年間』電通、1984年4月。ISBN 4-885-53402-X。
- 『ありがとうシノ―名人・篠塚利夫』（恒文社 熱球文庫シリーズ、1985年1月）、ISBN 978-4770406033
- 『長嶋茂雄 笑顔の言葉』（文藝春秋編・刊、2001年12月）ISBN 4-16-358200-2
- 『人生の知恵袋 ミスターと7人の水先案内人』（幻冬舎、2004年1月）ISBN 4-344-00457-4。対談集
- 『長嶋茂雄からのメッセージ 元気と笑顔を、あなたへ』（小林信也編、東邦出版、2005年11月）ISBN 4-8094-0494-3
  - 『長島茂雄語録』（小林信也編、河出書房新社〈河出文庫〉、新版2013年4月）ISBN 4-309-41221-1
- 『野球は人生そのものだ』（日本経済新聞出版社、2009年11月 ISBN 4-532-16723-X／中公文庫、2020年12月）ISBN 4-12-207007-4。「私の履歴書」連載に増補
- 『野球へのラブレター』（文藝春秋〈文春新書〉、2010年8月）ISBN 4-16-660764-2
- 『野球人は1年ごとに若返る』（KADOKAWA、2016年2月）ISBN 978-4046015051
- 『ミスタープロ野球・魂の伝言』（PHP研究所、2016年11月）ISBN 978-4-569-83451-1。ロングインタビュー

## 出演
フィクションについてはフィクションを参照。

### テレビ番組
- 日本テレビプロ野球中継（客員解説者として年数試合出演）

#### 中継解説以外
- さよならミスタージャイアンツ（引退特番、日本テレビ）
- 日曜特集・長嶋茂雄と時事放談（1981年4月19日、TBS）
- 長嶋茂雄、世界を翔ける（日本テレビ）
- 『ビッグマンクラブ』長嶋・尾崎・五木（テレビ朝日）
- 『激突ヒーロー列伝〜長嶋茂雄を超えるのは誰だ〜』（テレビ朝日）
- 名球会VSビートたけし&芸能界ドリームチーム（テレビ朝日）
- 第51回NHK紅白歌合戦（2000年12月31日、NHK総合・ラジオ第1） - 審査員
- 徳光&所のスポーツえらい人グランプリ（日本テレビ）
- 新春対談「長嶋茂雄＆尾崎将司〜語り継がれる伝説」（テレビ東京）
- ドキュメンタリー人間劇場「誰も知らない長嶋茂雄」（テレビ東京）
- 情熱大陸「もうひとりの長嶋茂雄」（毎日放送）
- THE・サンデー（激論バトル など、日本テレビ）
- NHKスペシャル ONの時代（全2回、NHK総合）
- 24時間テレビ（1985年・2011年、日本テレビ）
- 徹子の部屋（2003年1月5日・6日、テレビ朝日）
- 長嶋茂雄がここにいる −いま日本人に伝えたいこと−（2013年3月10日、BSフジ）
- 独占!長嶋茂雄の真実～父と娘の40年物語～（2015年1月3日、TBS） - 長島三奈とインタビューに答える
- 100年インタビュー「長嶋茂雄」（2015年11月19日、NHK BSP）
- 深層NEWS「長嶋茂雄-野球の魅力と五輪」（2017年1月9日、BS日テレ）
- 長嶋さんと中居くん（2017年12月28日、テレビ朝日）[253]
- 82歳、長嶋茂雄の今（2018年3月10日、日本テレビ）
- アナザーストーリーズ 運命の分岐点 引退〜長嶋茂雄のラストシーズン〜（2024年5月6日、NHK BS）
- みんな あなたが好きだった プレーバック 長嶋茂雄の世紀（初回放送2024年12月21日、NHK-BS / 再放送2025年1月3日NHK BS、同年1月11日NHK総合）

#### 追悼特番
- 緊急生放送 ありがとう長嶋茂雄さん ミスタープロ野球 永遠に…（2025年6月3日、日本テレビ）
- クローズアップ現代「長嶋茂雄と松井秀喜 ふたりでかなえた夢」(2025年6月4日、NHK総合）
- 徹子の部屋（2025年6月4日・5日、テレビ朝日）[注 40]
- バース・デイ 追悼 ミスタープロ野球 長嶋茂雄（2025年6月6日、TBSテレビ）
- みんな あなたが好きだった プレーバック 長嶋茂雄の世紀（2025年6月7日、NHK総合）※再放送
- 追悼 長嶋茂雄さん 1974.10.14　栄光の背番号3 長嶋茂雄引退試合（2025年6月7日、BS日テレ）
- 追悼 長嶋茂雄さん 2000.9.24 長嶋巨人 ミレニアム・リーグ優勝試合（2025年6月8日、BS日テレ）
- NHKスペシャル さよならミスタープロ野球 長嶋茂雄（2025年6月8日、NHK総合）
- アナザーストーリーズ 運命の分岐点 長嶋茂雄さんをしのんで・アナザーストーリーズ選 引退〜長嶋茂雄のラストシーズン〜（2025年6月14日、NHK BS）※再放送
- 緊急編成 追悼ありがとう長嶋茂雄さん（日テレジータス）
  - ジャイアンツベストセレクション(8) ミレニアム・リーグ優勝（2025年6月12日ほか）
  - 巨人のみかた(1) ONの時代（2025年6月19日ほか）
  - ジャイアンツヴィンテージ(1) 1974.10.14 “栄光の背番号3” 長嶋茂雄 引退試合（2025年6月19日ほか）
  - ジャイアンツヴィンテージ(9) V9戦士特集（2025年6月24日） 　
  - 巨人軍90周年企画 あなたが選ぶ巨人ベストゲーム 第1弾 2000年9月24日 読売ジャイアンツ×中日ドラゴンズ 長嶋巨人 ミレニアムリーグ優勝（2025年6月25日、7月1日）
  - 巨人軍90周年企画 あなたが選ぶ巨人ベストゲーム 第14弾 2013年5月5日 読売ジャイアンツ×広島東洋カープ 長嶋茂雄・松井秀喜W国民栄誉賞（2025年6月26日）
- レジェンドの目撃者〜名将対決 中日・巨人10.8決戦〜（2025年6月28日、NHK BS）

### 映画
- ミスター・ジャイアンツ 勝利の旗（1964年、東宝） - 主演・長嶋茂雄 役
- 燃える男 長島茂雄 栄光の背番号3（1974年、東宝） ※主演のドキュメント映画
- 巨人軍物語 進め!!栄光へ（1977年、東宝） - 長嶋茂雄 役
- ジャイアンツのこども野球教室（1977年、東映） - 長嶋茂雄 役

### テレビドラマ
- 君は海を見たか 第5回（1970年、日本テレビ） - 長嶋茂雄 役 ※王貞治、高橋一三と本人役でゲスト出演[254]
- ザ・ネットワーク / 長島監督ごめんなさい（1978年、フジテレビ） - 長嶋（島）茂雄 役[255][256]
- 前橋市制100周年記念ドラマ 遥かなる八月の詩（1992年8月29日、群馬テレビ）

### テレビアニメ
- ミスター・ジャイアンツ 栄光の背番号3（1981年4月、日本テレビ）
- 二死満塁（1982年、フジテレビ） - 長嶋茂雄 役 ※本人役で特別出演、冒頭でコメントも担当
- ちびまる子ちゃん（2000年、フジテレビ） - 長嶋茂雄 役 ※本人役で特別出演、実写パートでお祝いメッセージも寄せた

### ラジオ
- TOYOTAメイクハッピー・ようこそ!長嶋茂雄です（ニッポン放送）

### CM（※順不同）
- カルピス - 三島海雲（当時の社長）からのオファーによる[257]。プロ野球選手では最初にCM出演したほか、藤田元司、広岡達朗、金田正一とも共演した。
- 新日本石油（現・ENEOS）
- 住友VISAカード（1990年）
- セコム（1990年 - 2025年）[258]
- 全日空
- 住友不動産（1991年 - 1993年）[259][260]
- 日立製作所「長嶋さん、フローラでパソコンデビュー」（1995年 - 1996年）
- 住友生命
- SEIKO「クレドール」（1980年）
- トヨタ自動車
  - 「コロナ・エクストラサルーン」
  - 「マークII グランデ ツインカム24」
- 三陽商会「バーバリースーツ」
- サッポロ飲料（現・ポッカサッポロフード&ビバレッジ） - リボンシトロン（林寛子と共演）。
- 片岡物産「バンホーテン・ココア」
- いすゞ自動車「ベレル」
- JR東海（1993年）
- ロッテ - 当時ロッテオリオンズ監督だった金田正一とユニフォーム姿で共演。「ガムはロッテ、野球は巨人」のコピーが台詞だった。
- 三共（現・第一三共ヘルスケア）「ビオタミン・ゴールド」（1966年）
- 資生堂「ヴィンテージ」
- 三菱UFJ信託銀行（2006年）一茂と親子で出演（撮影は発病以前のもの）。
- 田辺製薬（現・田辺三菱製薬）「アスパラC」「アスパラエース」「アスパラゴールドA」
- 千葉銀行「冬のボーナス」 - 肖像権の都合上、切り紙細工によるポスターへの登場だった[261]。（1981年）
- 日本ケロッグ「ケロッグスペシャルK」
- 日本強化精麦協会 麦ごはん

### 映像ソフト
- 「ミスタージャイアンツ背番号3」VHS、ポニーキャニオン（1983年8月21日）
- 「長嶋茂雄現役引退試合 栄光の背番号3」DVD、バップ（2001年2月21日）
- 「さらばミスタージャイアンツ 長嶋茂雄全記録1958～2001」DVD、バップ（2002年1月23日）
- 「21世紀への伝説史『長嶋茂雄』」DVD3巻セット＋愛蔵本3冊、株式会社トップアスリート（DVD発売日: 2007年4月20日）※元はVHS版であったものを追加収録をしたDVD版。サントラ（音楽:冨田勲）がCDとして出ている。
- 「長嶋茂雄ドリーム・トレジャーズ・ブック」産経新聞出版（2012年12月13日）

### 音楽
- 「長嶋茂雄にあこがれて」飯塚まもる（2013年）
- 「男の友情背番号・3」石原裕次郎（1959年）
- 「タモリ3 - 戦後日本歌謡史」(LP、1981年9月、アルファ、品番：TAMORI-3）勝てない監督時代を風刺した、タモリによる替え歌『長嶋は今日もダメだった』(元歌は『長崎は今日も雨だった』）を収録。この曲を含む全34曲の替え歌が収録されているが、大変な物議を醸し、初版3万5千枚のみで以降は「著作権上の疑義」を理由に廃盤。
- 「燃える男のバラード/長嶋茂雄その栄光のドキュメント」LP、日本コロムビア、品番：XMS-10501-J（1971年）当時、10万枚の売上[262]

長嶋が監督復帰した1993年にCDで再発。CDアルバム、日本コロムビア、品番：COCA-10573（1993年2月1日）
- 「背番号3 長嶋さんありがとう!!」CDアルバム、テイチク、品番：TECE-35293（2002年3月21日）
- 果てしない夢を（1993年6月9日発売）「ZYYG、REV、ZARD&WANDS featuring長嶋茂雄」名義
- 「21世紀への伝説史 長嶋茂雄」CDアルバム（（記録映像ビデオのサントラ、作曲：冨田勲）メディアファクトリー、品番:ZMCZ-657（2000年11月29日）
- それ行けナガシマさん!![263]（1993年1月25日発売、歌：秋吉恵美 & ヨネスケ、作詞・作曲：石坂まさを）
- 栄光の男（2013年8月7日発売「ピースとハイライト」のカップリング。歌：サザンオールスターズ、作詞・作曲：桑田佳祐）タイトルの「栄光の男」や「あの人」と表現されているように、当時国民栄誉賞を受賞した長嶋茂雄をイメージして作った曲であり、作者の桑田佳祐は大学生時代に長嶋の引退試合を青山の喫茶店で見ていたといい、一つの時代の終わりを感じたのと同時に長嶋の人生と桑田自身を比較し、人目をはばからず号泣したと語っている[264][239]。桑田自身はこの曲の歌詞について「大人になったつもりの今、『栄光の男』とは程遠い自分自身を鼓舞しているかのよう」と述べている[265]。なお、この曲の歌詞では長嶋が実際に発言した「永久に不滅」というフレーズが「永遠に不滅」と誤用されているが[注 23]、ディレクターが再三訂正を促しても桑田はスムーズに歌えるという理由で拒んでいた[264]。2015年にローソンで配布された「スペシャルマガジン 総力特集 サザンオールスターズ『葡萄』」では、「もしもサザンが引退したら」という仮定で長嶋を皮切りに、黒柳徹子、太田光（爆笑問題）、代々木忠、森永卓郎、角田信朗による計6名の著名人の寄稿が掲載された[266]。長嶋はこの曲に対して「桑田さんの素晴らしい音楽に私の野球がいくらかでも貢献できたと思うと大変うれしい気持ちです」と述べている[267]。また、長嶋は『独占!長嶋茂雄の真実』（TBSテレビ、2015年1月3日放送）の中で桑田の人柄と功績を「素晴らしい。歌をはじめ、他の面においてもすごい方」と称える発言をしている[268]。

### フィクション
漫画・テレビドラマ
アストロ球団 - テレビドラマ版では神保悟志が演じた。
栄光の背番号3 長嶋茂雄の一番長い日 - 渡辺裕之が演じた。
漫画・アニメ
巨人の星 - アニメ版の声は朝戸鉄也が担当した。
侍ジャイアンツ - アニメ版第42話「爆発!長島流喧嘩野球」の極意を番場に教えるシーンで登場。サブタイトル画面では実写の映像として王・黒江と共に毎回登場している。朝日ソノラマのソノシートで王貞治と共に出演している。声は山田俊司が担当。
新巨人の星 - アニメ版の声は池水通洋が担当した。
野球狂の詩 - 第1次監督時代にアニメ、原作にも時折登場していた。
がんばれ!!タブチくん!!（劇場版アニメ）声は伊武雅之が担当。
タイガーマスク二世 - アニメ版第13話「長嶋茂雄の千本ノック」にて、主人公に特訓を行った（ライナーを鷹に見立てた特訓）。声は野田圭一が担当。
漫画
リトル巨人くん
男どアホウ甲子園
ドカベン プロ野球編 - オールスター戦のオールセントラルおよび日本シリーズ巨人の監督として登場。
あぶさん
クラッシュ!正宗
1・2のアッホ!! - （流目シゲオ）読捨拒人軍の監督。現役時代は外角に逸れたクソボールを打つ悪球打ちの天才として知られていた。モデルは長嶋茂雄。
ストッパー毒島
ワイルドリーガー
かっとばせ!キヨハラくん
ゴーゴー!ゴジラッ!!マツイくん
など
ゲーム
究極ハリキリスタジアム（タイトー / FC）ゲーム終了後のスポーツニュースにて、長嶋に似たキャラクターが解説者として登場。